# Preußische Reformen

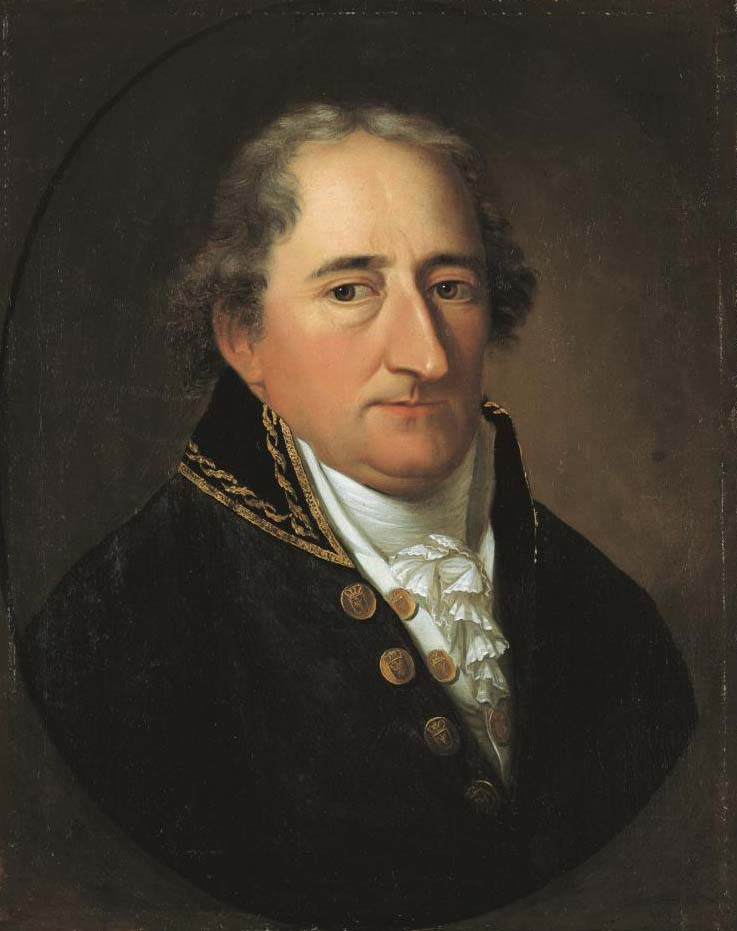
Karl Freiherr vom und zum Stein

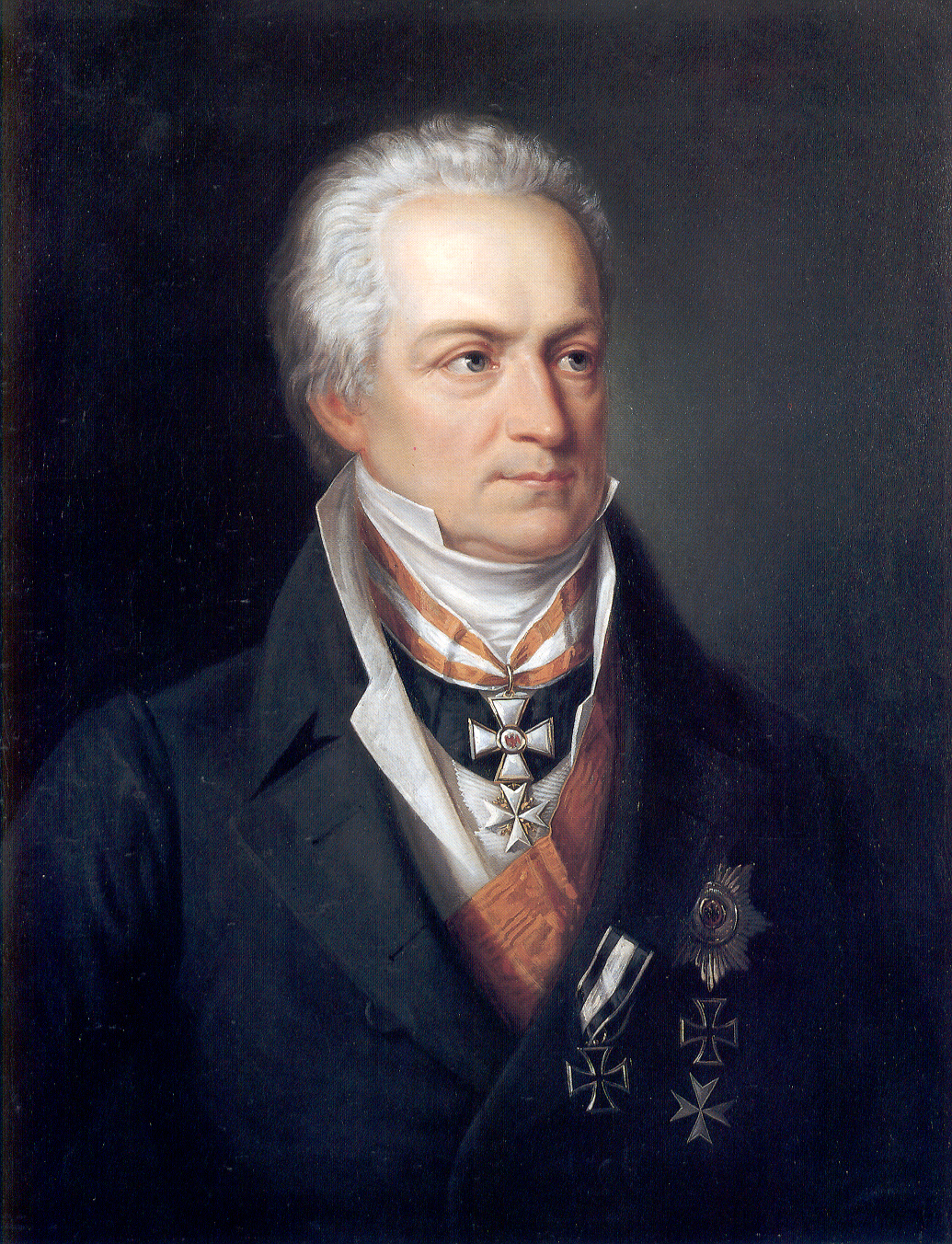
Karl August von Hardenberg

Als Preußische Reformen oder Stein-Hardenbergsche Reformen werden die in den Jahren 1807–1815 eingeleiteten Reformen bezeichnet, die die Grundlage für den Wandel Preußens vom absolutistischen Stände- und Agrarstaat zum aufgeklärten National- und Industriestaat schufen.
Der Zusammenbruch Preußens 1806/1807 nach der Schlacht bei Jena und Auerstedt sowie dem Frieden von Tilsit zwang König Friedrich Wilhelm III. zu Reformen, die seine Minister Karl Freiherr vom und zum Stein und Karl August von Hardenberg als „Revolution von oben“ einleiteten. Die erste Säule der Erneuerungen bildeten die Befreiung der Bauern, die Gleichstellung der Bürger, die Selbstverwaltung der Städte durch gewählte Volksvertreter, die Neuordnung der Staatsverwaltung durch verantwortliche Fachminister, die Einführung der Gewerbefreiheit und die Gleichberechtigung der Juden. Die zweite Säule umfasste die Bildungsreform, für die Wilhelm von Humboldt verantwortlich war. Er erneuerte das Bildungswesen im Sinne des Humanismus, setzte die allgemeine Schulpflicht durch und gründete die Berliner Universität. Die dritte Säule bildete die Heeresreform, die Gerhard von Scharnhorst, August Neidhardt von Gneisenau und Hermann von Boyen einleiteten. Sie modernisierten die Preußische Armee, schafften die Prügelstrafe für Soldaten ab und führten die allgemeine Wehrpflicht ein.
In der Geschichtswissenschaft werden die Preußischen Reformen insgesamt als erfolgreich bewertet. Sie ermöglichten nicht nur die Befreiungskriege von 1813–1815, sondern schufen auch die Voraussetzungen für die Märzrevolution von 1848/1849.

## Anlass, Ziele und Grundsätze

### Der Zusammenbruch und das Ziel der „Reform von oben“

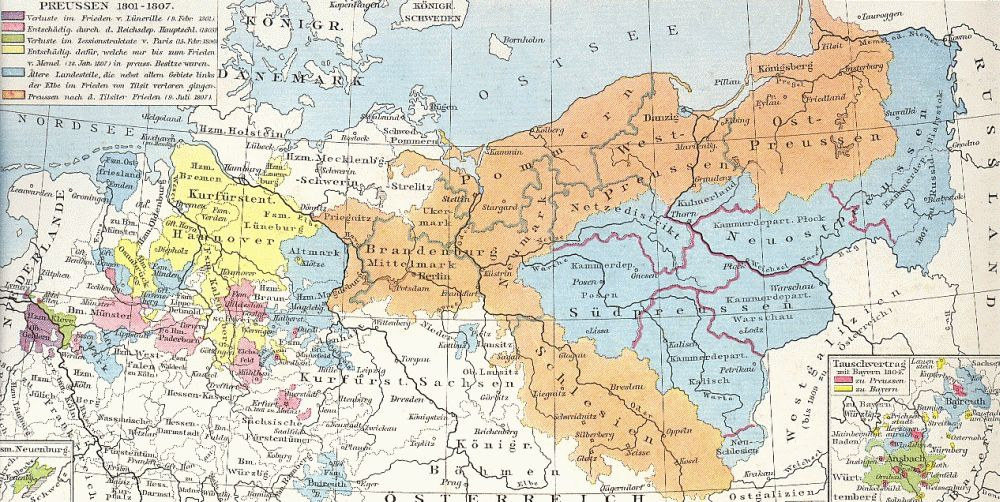
Preußen 1807 in orange. Die Gebietsverluste des preußischen Staates zwischen 1801 und 1807 in den anderen Farben

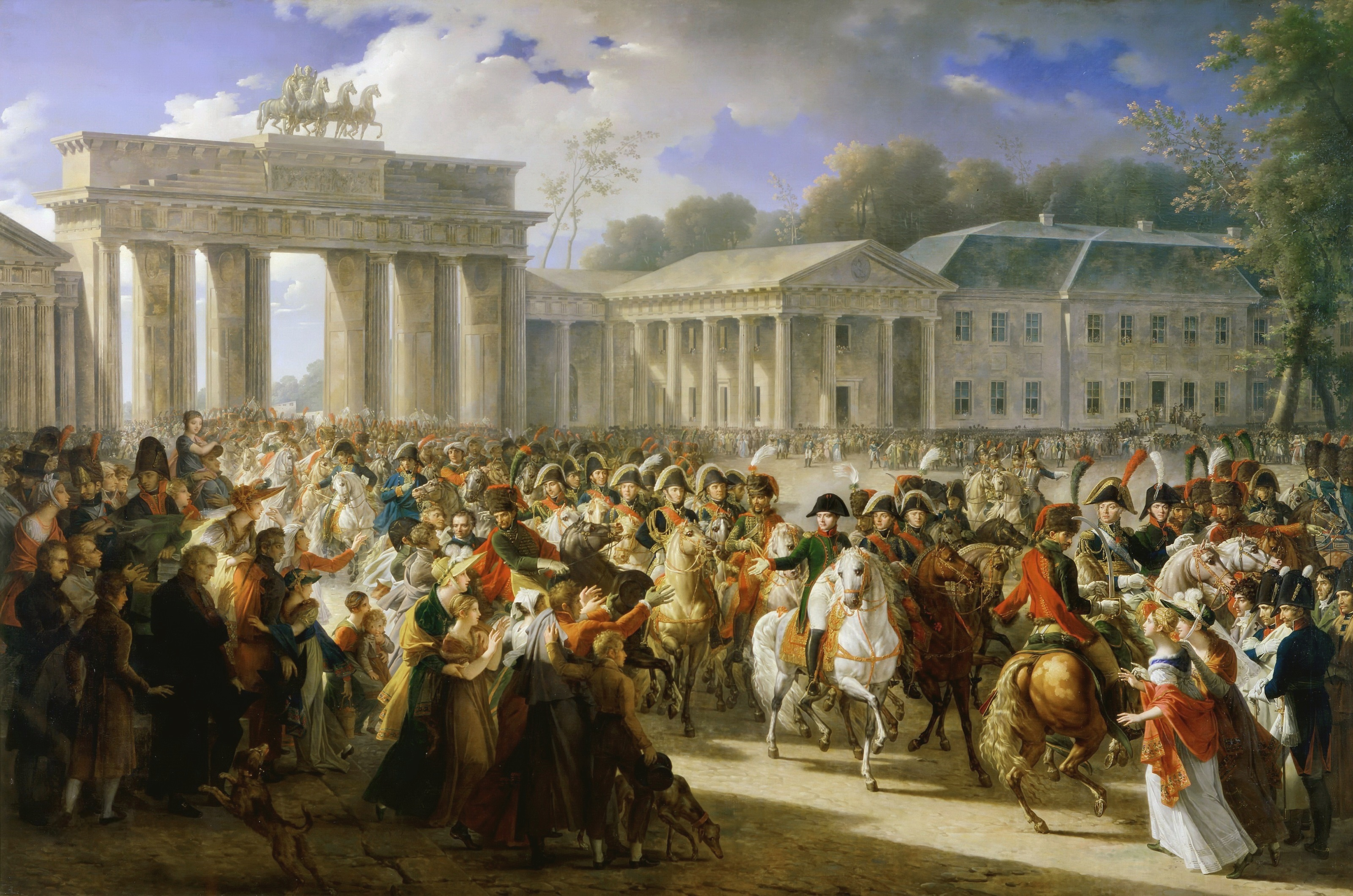
Der Einzug Napoleons in Berlin am 27. Oktober 1806 machte die Krise des alten preußischen Staates sichtbar (Historiengemälde von Charles Meynier, 1810)

Die Niederlage von 1806 war nicht nur eine Folge falscher Entscheidungen oder des militärischen Genies Napoleons, sondern hatte auch innerpreußische strukturelle Gründe. Preußen war im 18. Jahrhundert der klassische Staat des aufgeklärten Absolutismus in Deutschland. Ständische und andere partikulare Gewalten wie im Westen und Süden gab es kaum noch. Zur Zeit Friedrichs II. († 1786) war Preußen ein vergleichsweise fortschrittliches und reformorientiertes Land. Insbesondere nach dessen Tod begann das absolutistische System zu erstarren und die Reformen blieben stecken oder waren ambivalent. Das gilt insbesondere für die ausbleibende soziale Modernisierung. Das Allgemeine Landrecht für die Preußischen Staaten von 1794 zielte zwar auf die Bindung von Staat und staatsbürgerlicher Gesellschaft an Gesetz und Recht ab, fixierte aber gleichzeitig die feudale Ordnung insgesamt. Zwar wurde auf den Staatsdomänen die Leibeigenschaft abgeschafft, nicht aber auf den ostelbischen Großgrund- und Adelsgütern.
Die Reformbedürftigkeit des preußischen Staates war für viele Beobachter und hohe Beamte schon vor dem Krieg von 1806 offensichtlich und fand sich auch in Denkschriften Steins und Hardenbergs wieder. Friedrich Wilhelm III. entließ Stein daraufhin im Januar 1807 aus seiner Stellung als Wirtschafts- und Finanzminister.
Der völlige Zusammenbruch Preußens infolge der Niederlage gegen Napoleon bei Jena und Auerstedt machte die notwendigen Reformen aber schließlich unvermeidbar. Im Frieden von Tilsit verlor das Land etwa die Hälfte seiner Fläche. Dazu gehörten vor allem die Gebiete westlich der Elbe und die beim Reichsdeputationshauptschluss und den letzten polnischen Teilungen annektierten Territorien. Damit war der preußische Staat auf weniger als sein friderizianisches Kerngebiet reduziert.
In dieser Situation gewannen die Reformer in der Bürokratie und im Militär die Oberhand über die konservativen und restaurativen Teile der Bürokratie und über den Adel. Einen erheblichen Einfluss übte die idealistische Philosophie in der Nachfolge von Immanuel Kant auf die Hauptakteure aus. Die Ziele der Reformer definierte die Rigaer Denkschrift von 1807. Formuliert wurde diese im Wesentlichen von Barthold Georg Niebuhr, Karl vom Stein zum Altenstein und Theodor von Schön für Hardenberg. Sie konstatierten, dass die Revolution den Franzosen einen ganz neuen Schwung gegeben habe. „Alle schlafenden Kräfte wurden geweckt, das Elende und Schwache, veraltete Vorurteile und Gebrechen wurden zerstört.“ Auch Preußen bleibe nichts anderes übrig, als sich tiefgreifend zu reformieren. Der „Wahn, dass man der Revolution am sichersten durch Festhalten am Alten und durch strenge Verfolgung der durch solche geltend gemachten Grundsätze entgegen streben könne, hat besonders dazu beigetragen, die Revolution zu befördern und derselben eine stets wachsende Ausdehnung zu geben. Die Gewalt dieser Grundsätze ist so groß, sie sind so allgemein anerkannt und verbreitet, dass der Staat, der sie nicht annimmt, entweder seinem Untergange, oder der erzwungenen Annahme derselben, entgegensehen muss; Ja selbst die Raub- und Ehr- und Herrschsucht Napoleons und seiner begünstigten Gehilfen ist dieser Gewalt untergeordnet und wird es gegen ihren Willen bleiben. Es lässt sich auch nicht leugnen, dass unerachtet des eisernen Despotismus, womit er regiert, er dennoch in vielen wesentlichen Dingen jene Grundsätze befolgt, wenigstens ihnen dem Schein nach zu huldigen genötigt ist.“
Daraus folgerten die Autoren: „Also eine Revolution im guten Sinn, gemach hin führend, zu dem großen Zwecke der Veredlung der Menschheit, durch Weisheit der Regierung und nicht durch gewaltsame Impulsion von Innen oder Außen – das ist unser Ziel, unser leitendes Prinzip. Demokratische Grundsätze in einer monarchischen Regierung: diese scheint mir die angemessene Form für den gegenwärtigen Zeit-Geist. Die reine Demokratie müssen wir noch dem Jahre 2440 überlassen, wenn sie anders je für den Menschen gemacht ist.“ Mit Blick auf die Niederlage von 1806 ging auch Friedrich Wilhelm III. davon aus, dass Preußen nur bei grundlegenden Reformen in Staat und Gesellschaft weiter bestehen könne.
Napoleon selbst war es, der den König veranlasste, Stein im September 1807 in die Regierungsspitze zurückzuholen, weil er ihn fälschlicherweise für einen Befürworter seiner Politik hielt. Auch die Reformpartei in Preußen setzte sich für die Berufung Steins ein. Dieser selbst stellte allerdings schwerwiegende Bedingungen, die vom König im Vorfeld die Zustimmung zu wesentlichen Reformschritten verlangten. Dazu gehörte die Abschaffung des königlichen Kabinettsystems. Die Regierung sollte nur durch die Minister erfolgen, die ein unmittelbares Vortragsrecht beim König haben sollten. Stein, der konzeptionell für kollegiale Führungsstrukturen plädierte, verlangte und erhielt von Friedrich Wilhelm III. die Position eines leitenden Ministers. Direkte Weisungsbefugnis hatte er dabei für die Zivilverwaltung. Gegenüber den anderen Ressorts verfügte Stein über Kontrollrechte. Als Napoleon merkte, dass ihm in Stein ein ernsthafter Gegner erwachsen war, tat er alles, um diesen auszuschalten. Letztlich war Stein gezwungen, Preußen zu verlassen. So hatte er nur etwas mehr als ein Jahr bis November 1808 Zeit für seine Reformpolitik.

### Die politischen Konzepte von Stein und Hardenberg

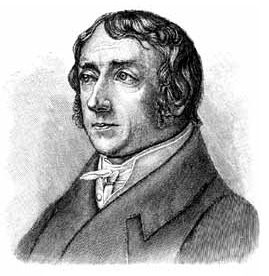
Der Historiker Barthold Georg Niebuhr war einer der Verfasser der Denkschrift von Riga, einer der programmatischen Grundlagen der Reformpolitik

Stein und Hardenberg prägten nicht nur nacheinander die politische Richtung, sie standen auch für zwei tendenziell unterschiedliche Ansätze. Anders als die Reformen in den Rheinbundstaaten war Steins Ansatz eher antiaufklärerisch, traditionalistisch und knüpfte an adelige Absolutismuskritik und an englische Vorbilder, insbesondere die Glorious Revolution von 1688, an. Er stand den zentralistischen Bürokratien skeptisch gegenüber und trat für Kollegialität in der Verwaltung und für Dezentralisierung ein. Gemeinsam mit anderen führenden Reformköpfen verfolgte er „eine Politik der defensiven Modernisierung, nicht mit, sondern gegen Napoleon.“
Hardenberg, der Stein ablöste, allerdings auch sein Vorgänger gewesen war, war dagegen mehr von den Traditionen der Aufklärung geprägt. Er nahm stärker als Stein die Prinzipien der französischen Revolution und Anregungen der napoleonischen Herrschaftspraxis auf. Im Gegensatz zu Stein war er Etatist. Er strebte eine Stärkung des Staates durch eine straffe und zentral organisierte Verwaltung an.
Gleichwohl bedeuteten diese Unterschiede nur eine gewisse Akzentverschiebung innerhalb der Reformkräfte. Die Initiativen hingen zeitlich, inhaltlich und von ihren Zielen her zusammen, so dass der Begriff Stein-Hardenbergsche Reformen tatsächlich gerechtfertigt ist.

### Zentrale Handlungsfelder

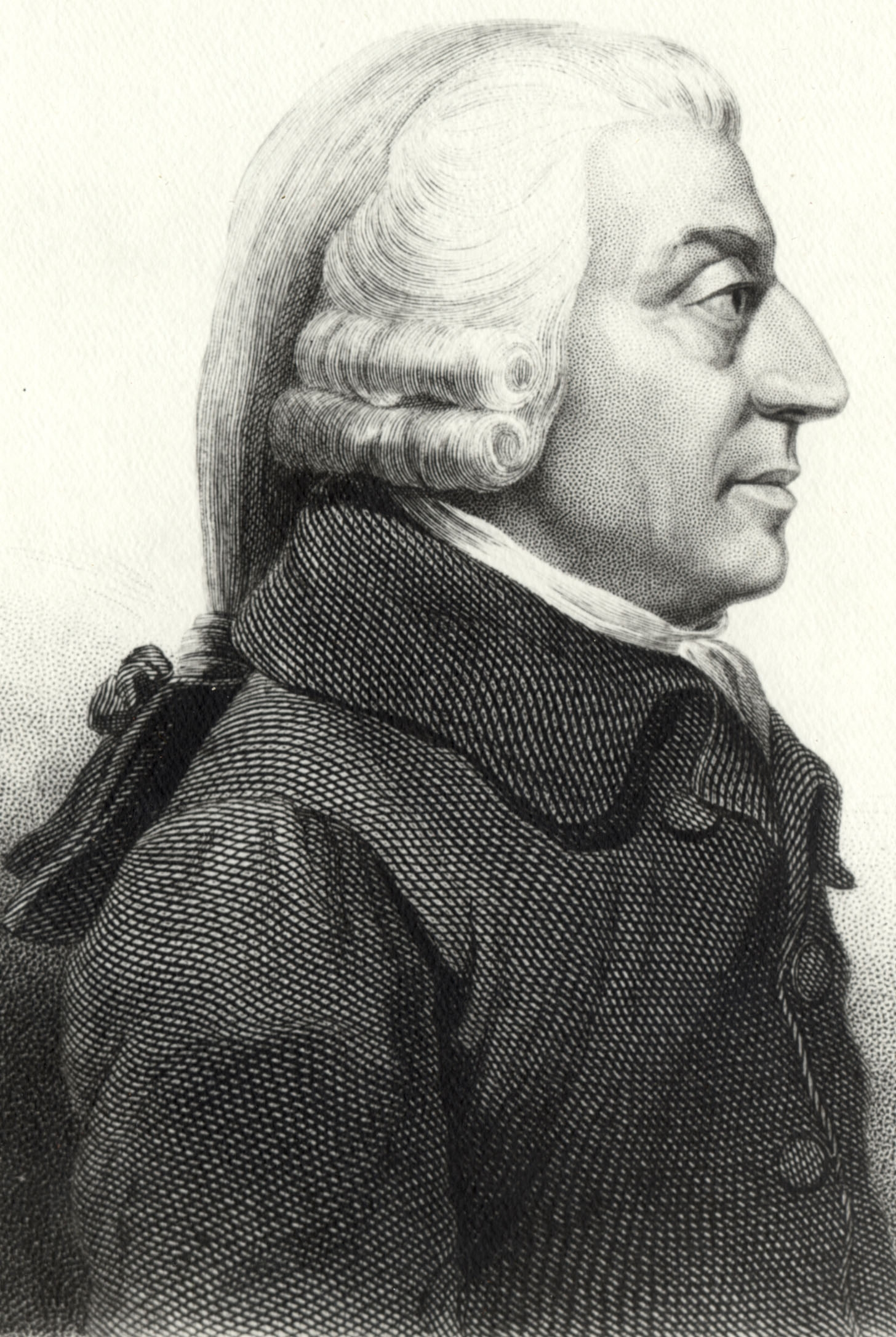
Wirtschaftspolitisch wurden die Reformer stark von Adam Smith beeinflusst.

Im Kern waren die „organischen Reformen“ eine Synthese aus Altem und Fortschrittlichem. Es galt, die inzwischen wenig effektiven Strukturen des absolutistischen Staates aufzubrechen. Stattdessen sollte ein Staat mit Mitwirkungsmöglichkeiten der Bürger auf der Grundlage von persönlicher Freiheit und Gleichheit vor dem Gesetz entstehen. Hauptziel der Staatsführung war es, durch eine Erneuerung von Innen den Weg zur Befreiung von der faktischen französischen Oberherrschaft und den Wiederaufstieg zur Großmacht zu ermöglichen.
Ein zentraler Punkt waren die Mitwirkungsmöglichkeiten der Bürger im Staat durch Einführung der Selbstverwaltung in Provinzen, Kreisen und Kommunen. Nach der Nassauer Denkschrift Steins war das Ziel: „Belebung des Gemeingeistes und des Bürgersinns, die Benutzung der schlafenden und falsch geleiteten Kräfte und zerstreut liegenden Kenntnisse, der Einklang zwischen dem Geist der Nation, ihren Ansichten und Bedürfnissen und denen der Staatsbehörden, die Wiederbelebung der Gefühle für Vaterland, Selbständigkeit und Nationalehre.“ Aus den Untertanen sollten Staatsbürger werden, die die Sache des Staates vertreten sollten. Teilweise waren allerdings die Pflichten von größerer Bedeutung als die Rechte. Außerdem gründeten Steins Vorstellungen von Selbstverwaltung noch auf ständischen Grundlagen. Letztlich kam es zu einem Kompromiss zwischen den Vorstellungen eines modernen Repräsentativsystems und ständischen Aspekten. An die Stelle der alten ständischen Gliederung von Geistlichkeit, Adel und Bürgertum traten nun Adel, Bürgertum und Bauern. Das Wahlrecht sollte ausgeweitet werden und auch freie Bauern umfassen. Dieser letzte Punkt war daher eine Grundlage der Bauernbefreiung.
Außerdem war die Neuordnung der Verhältnisse auf dem Lande neben den Gewerbereformen auch Teil der Liberalisierung der preußischen Wirtschaft. In diesem Punkt gingen die Reformen in Preußen deutlich weiter als in den Rheinbundstaaten und waren letztlich auch erfolgreicher. Der unmittelbare Anstoß für Veränderungen in diesem Bereich war die Finanzkrise des preußischen Staates nach 1806. Dazu trugen die Kontributionen, Besatzungskosten und sonstigen kriegsbedingten Ausgaben erheblich bei. Insgesamt musste Preußen 120 Millionen Franc an Frankreich zahlen. Die Bauernbefreiung, die Gewerbefreiheit und andere Maßnahmen sollten wirtschaftliche Hemmnisse beseitigen und die freie Konkurrenz im Wirtschaftsleben durchsetzen. Die preußischen Reformer orientierten sich dabei stärker als die süddeutschen am Wirtschaftsliberalismus, wie ihn Adam Smith vertrat und wie ihn Theodor von Schön oder Christian Jakob Kraus propagierten. Dabei stand allerdings nicht die Förderung einer noch kaum vorhandenen Industrie im Vordergrund, sondern vielmehr die teils krisenhafte Lage der Landwirtschaft. Auch die Gewerbefreiheit zielte vor allem auf die Beseitigung von Schranken für die ländliche Gewerbetätigkeit.

### Die Reformpolitik im Überblick
In der kurzen Zeit, in der Stein die leitende Position innehatte, wurden die entscheidenden Gesetze erlassen, auch wenn das Organisationsgesetz über die Staatsverwaltung erst 1808 nach seinem Sturz veröffentlicht wurde. In Steins Amtszeit fielen das Oktoberedikt von 1807 zur Bauernbefreiung und die Städteordnung von 1808. Nach einer kurzen Zwischenphase unter Karl vom Stein zum Altenstein übernahm Hardenberg die Führung der Politik. Seit 1810 trug er den Titel eines Staatskanzlers; dieses Amt bekleidete er bis 1822. In seine Amtszeit fallen die Vollendung der Agrarreform mit den Regulierungsedikten von 1811 und 1816 sowie der Ablöseordnung von 1821. Hinzu kamen Gesetze zur Gewerbereform. Dazu gehörten insbesondere das Gewerbesteueredikt vom 2. November 1810 und das Gewerbepolizeigesetz von 1811. Im Jahr 1818 folgten Zollgesetze zur Aufhebung der Binnenzölle. Zu den gesellschaftlichen Reformen gehörte das Emanzipationsedikt von 1812 für die jüdischen Staatsbürger. Trotz unterschiedlicher Ausgangslage und Zielsetzung gab es vergleichbare Reformen auch in den Rheinbundstaaten, was jedoch kaum für die Militär- und Bildungsreformen gilt. Im Zuge restaurativer Tendenzen wurde die Reformpolitik in Preußen 1819/20 abgebrochen. Kernpunkte der vollzogenen Reformen blieben jedoch erhalten.
Den Zusammenhang des Reformkomplexes verdeutlichte Gneisenau mit der Aussage, Preußen müsse sich auf „den dreifachen Primat der Waffen, der Wissenschaft und der Verfassung“ gründen.

## Staats- und Verwaltungsreformen

### Bürokratie und Staatsführung

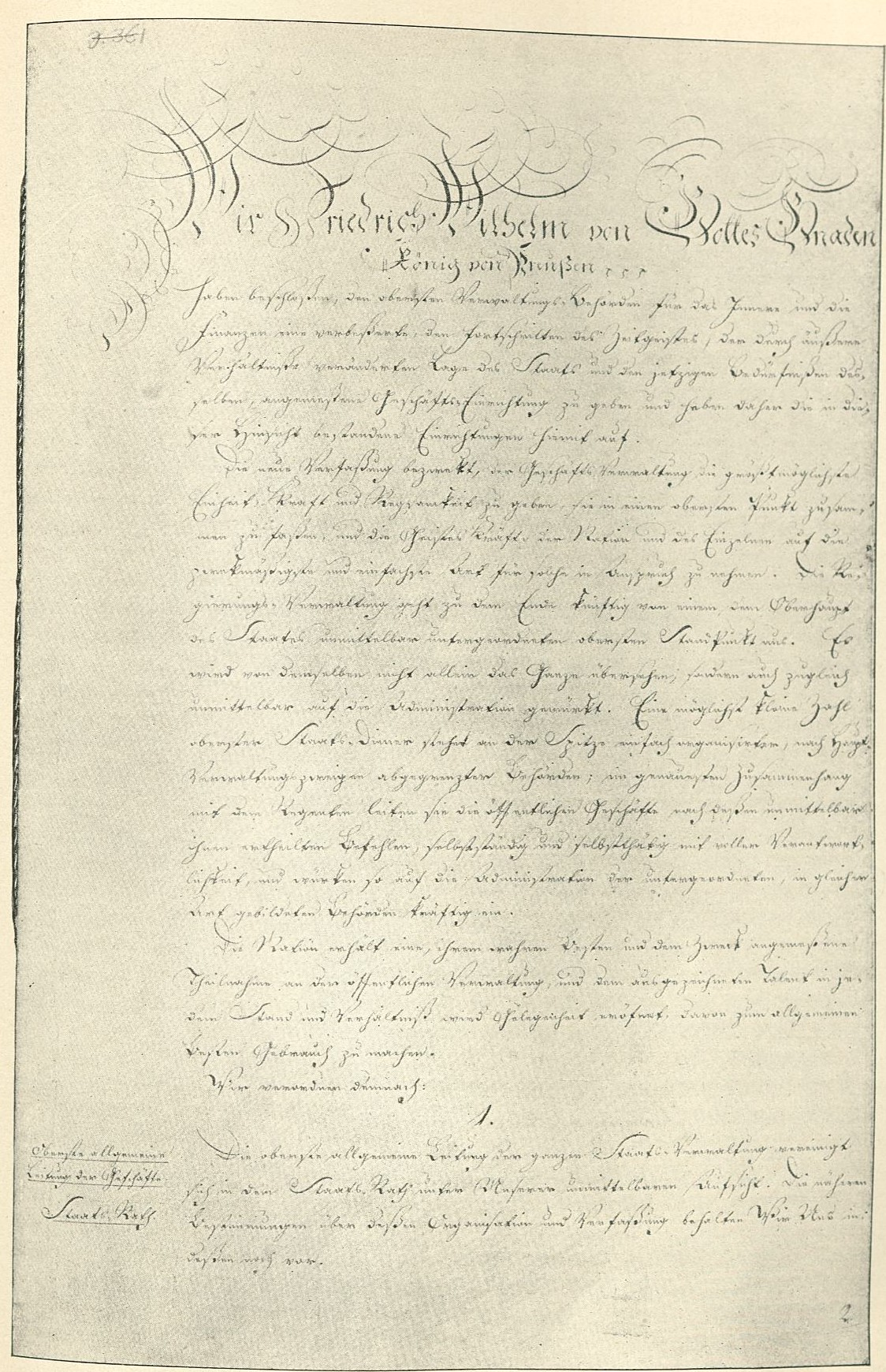
Publikandum 1808

Die Reform von Verwaltung und Staatsstruktur hatte für die Reformkräfte besonders hohe Priorität. Einen preußischen Staat hat es vor 1806 eigentlich nicht gegeben, sondern es gab verschiedene Länder, Provinzen und Staaten, die zu einem beträchtlichen Teil nur von der Person des Königs zusammengehalten wurden. Eine einheitliche Verwaltung gab es nicht. Es existierten eine Reihe teilweise sachbezogener und teilweise provinzbezogener Behörden, deren Koordination nur schwach ausgeprägt war. So fehlte etwa ein fundierter Gesamtüberblick über die Finanzsituation. Es gab zwar Minister, aber neben diesen stand das Kabinett des Königs. Auf den Rat der dort vertretenen persönlichen Berater und Kabinettsräte stützten sich meist die königlichen Entscheidungen.
Mit Beginn der Ära Steins wurde aus den preußischen Staaten ein einheitlicher preußischer Staat. Auch das alte Kabinettsystem wurde beseitigt. An die Stelle unklar abgegrenzter Oberbehörden wie dem Generaldirektorium trat 1808 ein nach dem Ressortprinzip klar gegliedertes Staatsministerium. Die Minister etwa für Inneres, Äußeres, Finanzen, Justiz und Krieg waren dem König verantwortlich. Die Veränderungen gingen in ihrer Bedeutung über die Schaffung einer effektiveren Staatsführung deutlich hinaus. Der preußische Spätabsolutismus wurde nun durch eine bürokratisch-monarchische Doppelherrschaft abgelöst. In dieser hatten die Minister eine starke Stellung. In der Reformära überflügelten sie sogar den Einfluss des Königs. Dieser konnte nur noch mit seinen Ministern und durch sie regieren. Zu Steins Zeiten war das Staatsministerium kollegial organisiert, es gab keinen ersten Minister. Dies änderte sich unter Hardenberg, der das Amt eines Staatskanzlers innehatte und als solcher den Zugang der Minister zum König kontrollierte.
Auch unterhalb der Staatsspitze kam es zu weitgehenden Veränderungen. Preußen wurde 1815 in 10 Provinzen und 25 Regierungsbezirke eingeteilt. Die Regierungen waren wie die Staatsministerien in Ressorts gegliedert. Im Unterschied zu den Rheinbundstaaten hatten die Regierungspräsidenten keine umfassenden Kompetenzen, sondern sie standen jeweils als primus inter pares einem auf Diskussion und Konsensfindung angelegten Regierungskollegium vor.
Auch Justiz und Verwaltung wurden in diesem Zusammenhang endgültig getrennt. Dabei stand den Betroffenen bei Verwaltungsakten zwar ein Einspruchsrecht zu. Darüber entschieden wurde aber innerhalb der Bürokratie; eine juristische Kontrolle der Verwaltung gab es nicht. Allerdings bedeutete die weiter verstärkte Verschriftlichung, die Niederlegung der Vorgänge in Akten, eine weitere Einschränkung informellen Verwaltungshandelns. Die innere Organisation der Verwaltung wurde später Vorbild für andere deutsche Staaten und für Großunternehmen. In der Reformzeit erfuhr das Berufsbeamtentum, wie es seitdem nur wenig verändert in Deutschland besteht, seine wesentliche Ausprägung. Der Staat zahlte den Beamten auf Lebenszeit ein regelmäßiges und auskömmliches Gehalt. Damit wurden diese von Nebeneinkünften unabhängiger und weniger anfällig für Bestechungen. Im Zusammenhang mit der Gewährung einer lebenslangen Absicherung verlangte der Dienstherr aber auch eine unbedingte Treue und Hingabe. Privilegierung und Disziplinierung waren eng verbunden. Es entstanden Laufbahnvorschriften, Dienstpläne, an bestimmte Bildungsabschlüsse gebundene Einstellungsvoraussetzungen und Prüfungsordnungen. Damit verstärkte sich die Konkurrenz unter den Bewerbern. Gleichzeitig wurden Einstellungen von objektiven Kriterien und nicht mehr von der Gunst des Entscheidungsträgers abhängig. Außerdem wurde durch diese Praxis das Leistungsprinzip gestärkt. Dem konnten sich auch die adeligen Anwärter auf höhere Beamtenstellen nicht mehr entziehen. Diese Modernisierung der Verwaltung wurde allerdings in den folgenden Jahrzehnten und vor allem im Vormärz von der liberalen Öffentlichkeit immer mehr als eine alles durchdringende Bürokratisierung kritisiert.
Ein wichtiges Ziel der Reformer war nicht zuletzt die verwaltungsrechtliche Durchdringung des gesamten Landes. Insbesondere auf dem Land gab es neben dem Staat bislang noch adelige Partikularrechte, die dies verhinderten. Mit dem Gendarmerie-Edikt von 1812 wurden Landkreise als einheitliche Verwaltungseinrichtungen für Gebietseinheiten aus Dörfern, kleineren Städten und Gutsbezirken geschaffen. Die Kreise wurden anfangs direkt in die staatliche Kontrolle eingebunden. An der Spitze standen nicht mehr adelige Landräte, sondern ernannte Kreisdirektoren mit weitreichenden Vollmachten. Als Vertreter der Bevölkerung kamen sechs Kreisdeputierte hinzu. Die Patrimonialgerichte des Adels wurden durch die staatliche Gerichtsverwaltung ersetzt. Auch die polizeilichen Rechte der Gutsherren wurden durch Einführung der Gendarmerie eingeschränkt.
Die Kreisreform war einer der tiefgreifendsten Angriffe der Reformer auf Adelsprivilegien. Letztlich ist sie daher auch in weiten Teilen am erbitterten Widerstand der Aristokratie gescheitert. Sie konnte im Jahr 1816 durchsetzen, dass der Landrat, der nun wieder die führende Position einnahm, in der Regel aus den Reihen der eingesessenen Gutsbesitzer kommen sollte. Dies führte letztlich dazu, die Stellung des Adels auf dem Land zu stärken.

### Gesamtstaatliche Repräsentation?

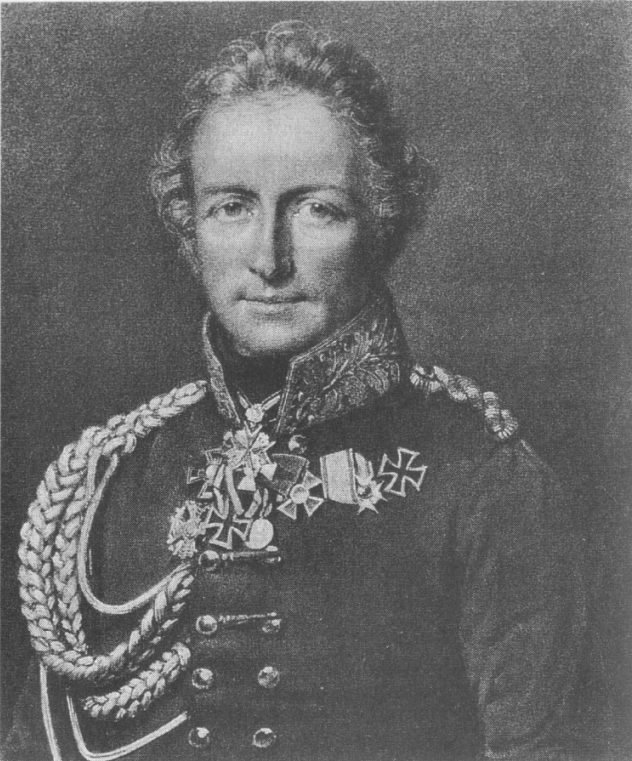
Friedrich August Ludwig von der Marwitz war eine der maßgeblichen Personen in der adeligen Opposition

Neben dem Staatsministerium plante Stein auch die Einrichtung eines Staatsrates. Mitglieder sollten amtierende und ehemalige Minister sein. Hinzu kamen weitere hohe Beamte, die Prinzen des Königshauses und vom König ernannte Personen. Das Gremium war als eine Art Ersatzparlament mit recht weitgehenden Entscheidungsrechten konzipiert. Als Bastion der Bürokratie sollte der Staatsrat einen Rückfall in den Absolutismus und das Erstarken feudaler Interessen verhindern. Bereits 1808 hat sich gezeigt, dass der Staatsrat nur unzureichend funktionierte. Hardenberg stufte ihn 1810 dann zu einem Beratungsgremium zurück.
Gewissermaßen analog zu der Einführung der Selbstverwaltung der Städte plante Hardenberg eine gesamtstaatliche Nationalrepräsentation. Auch diese Pläne sahen eine Mischung von ständischen und repräsentativen Elementen vor. Eine erste Versammlung von Notabeln trat 1811 zusammen, eine zweite folgte 1812. Diese setzte sich auf ständischer Grundlage aus achtzehn adeligen Gutsherren, zwölf städtischen Grundbesitzern und neun Bauernvertretern zusammen. Der Grund für die ständische Zusammensetzung war neben eher theoretischen Präferenzen auch ganz praktischer, insbesondere fiskalischer Art. Um die hohen Kriegskontributionen zahlen zu können, war der Staat in hohem Maße auf Kredite des Adels angewiesen. Ausländische Kredite dagegen waren nur dann zu erhalten, wenn die Stände für die Rückzahlung hafteten.
Nach der Einberufung der provisorischen Versammlungen zeigte sich bald, dass die Deputierten keineswegs nur das Gesamtinteresse des Staates im Auge hatten, sondern auch die Interessen ihres Standes durchsetzen wollten. Vor allem der Adel, der durch die Reformen seine Vorrechte in Gefahr sah, versuchte die Versammlungen als Waffe der Opposition gegen die Veränderungen zu nutzen. An ihrer Spitze standen Friedrich August Ludwig von der Marwitz und Friedrich Ludwig Karl Finck von Finckenstein. Deren Widerstand ging so weit, dass die Regierung sie sogar zeitweise verhaften ließ. Der Historiker Reinhart Koselleck hat die These vertreten, dass bei der endgültigen Etablierung einer ständischen Nationalrepräsentation weitere Reformen unmöglich gewesen wären. Am Ende der Reformen standen Kreise und Provinzvertretungen (Provinziallandtage) auf ständischer Grundlage und eine vergleichbare städtische Selbstverwaltung. Dass die Schaffung einer Nationalrepräsentation gescheitert ist, hatte erhebliche Folgen für die weitere innere Entwicklung Preußens und des Deutschen Bundes. Während sich die süddeutschen Rheinbundstaaten zu Verfassungsstaaten entwickelten, blieb Preußen bis 1848 ohne ein gesamtstaatliches Parlament.

### Städtereform

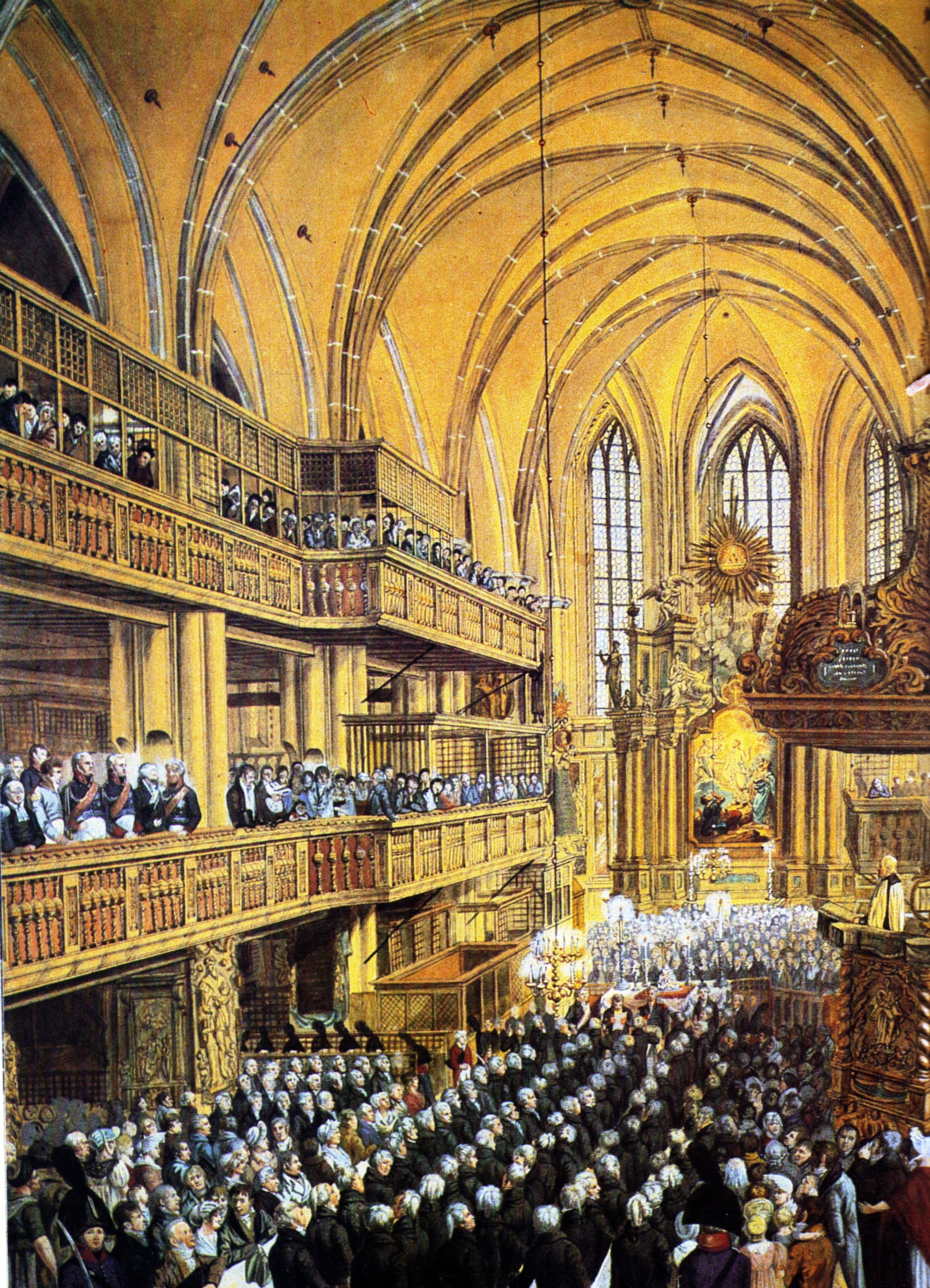
Festgottesdienst zur Vereidigung der ersten Berliner Stadtverordnetenversammlung am 6. Juli 1809 in der Nikolaikirche in Berlin, (Friedrich August Calau)

Die Städte im ostelbischen Preußen wurden bis in die Reformzeit direkt vom Staat kontrolliert. Wo es dem Namen nach noch Selbstverwaltungsorgane gab, hatten diese kaum Einfluss oder waren sinnentleert. Stein knüpfte mit der „Ordnung für sämtliche Städte der preußischen Monarchie“ vom 19. November 1808 in Teilen an diese älteren Traditionen an, indem Sonderrechte beseitigt wurden und alle Städte derselben Ordnung unterworfen wurden. Auch städtische Resthoheiten etwa im Polizei- und Gerichtswesen wurden aufgehoben.
Im Zentrum der Kommunalreform von 1808 stand das Ideal der Selbstverwaltung. Die Städte sollten nunmehr nicht mehr ausschließlich dem Staat untergeordnet sein, sondern die Bürger sollten über ihre Angelegenheiten bestimmen können. In diesem Bereich kam Steins Ablehnung einer zentralen Bürokratie am deutlichsten zum Ausdruck. Stein hoffte außerdem auf einen erzieherischen Effekt. Die Selbstverwaltung sollte das Interesse an öffentlichen Angelegenheiten wecken, was letztlich auch dem Gesamtstaat zugutekommen sollte. Johann Gottfried Frey, auf die wesentlichen Teile der Reform zurückgehend, schrieb: „Zutrauen veredelt den Menschen, ewige Vormundschaft hemmt sein Reifen.“
Die Stadtverordneten waren Repräsentanten der gesamten Gemeinde und nicht einer ständischen Gruppe. Das Wahlrecht war dabei an einen vergleichsweise niedrigen Zensus gebunden. Die Stadtverordneten konnten von allen Bürgern mit Besitz von Grund und Boden, Inhabern eines Gewerbebetriebes, mit einem Einkommen von mindestens 200 Talern in den größeren Städten, in den übrigen kleineren Städten von 150 Talern oder gegen eine Gebühr gewählt werden. Das aktive und passive Wahlrecht der Bürger bedeutete auch die Pflicht, städtische Lasten mitzutragen und öffentliche Stadtämter unentgeltlich zu übernehmen. Wer dem nicht nachkam, konnte sein Stimmrecht verlieren und verstärkt mit städtischen Lasten belegt werden. In Abhängigkeit von der Größe der Stadt sollten 24 bis 102 Stadtverordnete für jeweils drei Jahre ohne Rücksicht auf Zünfte und Korporationen gewählt werden. Zwei Drittel der Stadtverordneten mussten Hausbesitzer in ihrem Wahlbezirk sein. Die erste Berliner Stadtverordnetenversammlung von 1809 umfasste 102 Abgeordnete. Zu den wichtigsten Aufgaben der Stadtverordneten gehörte die Wahl des Magistrats. Dieser war das kollegial organisierte Vollzugsorgan der Stadtverwaltung. An der Spitze stand der Bürgermeister, dessen Wahl wie die der Magistratsmitglieder von der Staatsregierung bestätigt werden musste. Für die verschiedenen Verwaltungsbereiche wurden Kommissionen eingesetzt. Die zentrale Aufgabe der Selbstverwaltung ergab sich aus der Verantwortung für den städtischen Haushalt. Die Polizei ging als Auftragsverwaltung erneut in den Aufgabenbereich der Kommunen über.
Trotz dieser Ansätze einer Repräsentativverfassung gab es weiterhin ständische Elemente. So blieb die Unterscheidung in unterschiedliche Gruppen bestehen. Die vollen Rechte blieben den Bürgern vorbehalten. Zum Erwerb des Bürgerrechts verpflichtet waren Grundeigentümer und Gewerbetreibende. Grundsätzlich stand das Bürgerrecht auch anderen offen. Dazu zählten die städtischen Unterschichten, die im Allgemeinen Landrecht als Schutzverwandte bezeichnet wurden, und die Eximierten. Dies waren im Landrecht Gebildete und meist im Staatsdienst stehende Personen, die vor der Reformzeit nicht der städtischen, sondern der staatlichen Gerichtsbarkeit unterlagen. Von dem Recht zum Erwerb der städtischen Bürgerrechte konnten aber wegen der damit verbundenen Kosten insbesondere die unteren Schichten und ärmeren Eximierten nur selten Gebrauch machen.
Erst in der revidierten Städteordnung von 1831 gab es Ansätze, an Stelle der Bürgergemeinde die Einwohnergemeinde zu setzen. Insgesamt lag die Selbstverwaltung bis in den Vormärz hinein in den Händen der in den Städten ansässigen Handwerker und Kaufleute. In den großen Städten machten die Vollbürger und ihre Familien etwa ein Drittel der Gesamtbevölkerung aus. Trotz dieser Einschränkungen waren die Reformen ein Schritt auf dem Weg zur modernen kommunalen Selbstverwaltung. Die tatsächliche Einführung der revidierten Städteordnung brauchte noch mehrere Jahre, in Münster beispielsweise erfolgte sie 1835, in den Kleinstädten des Regierungsbezirks Münster 1837.
Der Versuch, vergleichbare Strukturen wie in der Stadt auch in den Landgemeinden einzuführen, scheiterte am Widerstand des Adels.

### Steuer- und Zollreform

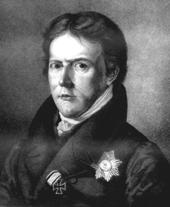
Wilhelm Anton von Klewiz war an der Ausarbeitung der Verwaltungsreformen beteiligt und amtierte seit 1817 als preußischer Finanzminister.

Die Steuerreform war ein zentrales Problem der Politik während der Reformzeit, galt es doch die hohen Kontributionen für Napoleon aufzubringen. Insbesondere die Anfänge der Amtszeit Hardenbergs waren davon geprägt. Ihm gelang es mit Hilfe von Steuererhöhungen über Domänenverkäufe bis hin zu Schuldenaufnahme und anderen Maßnahmen, den Staatsbankrott abzuwenden und eine Papiergeldinflation zu verhindern. Aus diesen akuten Finanzproblemen erwuchs eine allgemeine Steuerreform. Es ging dabei darum, eine Vereinheitlichung der Steuern über das ganze Staatsgebiet zu erreichen. Außerdem sollte das Steuerrecht durch den Aufbau einiger weniger Hauptsteuern anstelle zahlreicher Einzelsteuern vereinfacht werden. Ein weiterer Punkt war die steuerrechtliche Gleichbehandlung aller Staatsbürger. Diese richtete sich de facto gegen die Privilegien des Adels. Das ambitionierte Konzept ließ sich allerdings nur teilweise verwirklichen. Gelungen war es 1818, die Verbrauchssteuern, die zuvor nur für die Städte galten, landesweit einzuführen und dabei auf wenige zu besteuernde Güter zu beschränken. Hinzu kamen Steuern auf einige Luxusgüter. Im gewerblichen Bereich wurde anstelle zahlreicher früherer Abgaben eine progressiv gestaffelte Gewerbesteuer eingeführt. Gescheitert war dagegen faktisch eine auch den Adel einbeziehende Grundsteuer. Immerhin gelang es, Einkommens- und Vermögenssteuern – freilich auf der Basis der Selbsteinschätzung – einzuführen. Die Proteste dagegen führten 1820 zur sogenannten Klassensteuer als einer Art Zwischenform zwischen Kopf- und Einkommensteuer. Den Städten blieb die Möglichkeit, als indirekte Steuer an der Mahl- und Schlachtsteuer festzuhalten. Insgesamt blieben die Ergebnisse der Steuerpolitik widersprüchlich. Durch die Konsum- und Klassensteuern wurden keineswegs, wie ursprünglich beabsichtigt der Adel, sondern die ärmeren Steuerzahler belastet.
Die Reform der Zollpolitik erfolgte im Kern erst nach dem Ende der napoleonischen Kriege und nach der territorialen Neuordnung Europas durch den Wiener Kongress. Preußen hatte seine westlichen Besitzungen wiedergewonnen. Damit entstand nicht nur ein wirtschaftsstruktureller Gegensatz zwischen den gewerblich entwickelten westlichen preußischen Provinzen Rheinland, Westfalen sowie den sächsischen Gebieten auf der einen Seite und den stark agrarisch geprägten ostelbischen Gebieten auf der anderen Seite. Auch die Zollpolitik war höchst unterschiedlich. Während man im altpreußischen Gebiet 1817 noch 57 Zolltarife für etwa 3000 Waren im inneren Verkehr kannte, wurden Binnenzölle in den Westprovinzen seit der französischen Herrschaft so gut wie gar nicht mehr erhoben.
Eine Angleichung war auch aus diesem Grund unerlässlich. In Preußen waren mit dem Zollgesetz von 1818 alle innerstaatlichen Handelsschranken gefallen. Nach außen hin wurde ein nur mäßiger Schutzzoll erhoben. Für den Durchgangsverkehr wurden allerdings hohe Zölle fällig. Dies war ein Kompromiss zwischen den Interessen der im Freihandel engagierten Großgrundbesitzer und denen der noch schwachen gewerblichen Wirtschaft, die Schutzzölle verlangte. Das preußische Zollgesetz, das konsequent angewandt wurde, erwies sich als einfach und effizient. Dieses Zollsystem wurde daher für etwa ein halbes Jahrhundert mehr oder weniger zum Vorbild für das Zollsystem in den deutschen Ländern insgesamt und blieb im Kern bis in das Kaiserreich hinein bestehen. Nicht zuletzt war die preußische Zollpolitik ein wichtiger Faktor für das Entstehen des Deutschen Zollvereins in den 1830er Jahren.

## Gesellschafts- und wirtschaftspolitische Reformen

### Die Agrarreformen

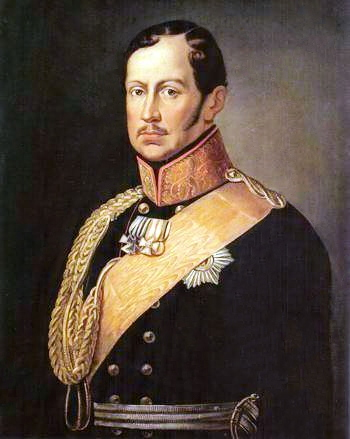
Friedrich Wilhelm III. sah sich durch die Krise des Landes gezwungen, die Reformpolitik zu unterstützen.

Die Bauernbefreiung war ein Vorgang, der sich in unterschiedlichen Phasen und in verschiedener Weise in ganz Europa vollzog. Dabei spielten verschiedene Gründe eine Rolle. Moralisch war die Leibeigenschaft spätestens Ende des 18. Jahrhunderts anstößig geworden, und ökonomisch wuchs der Zweifel an der Zweckmäßigkeit der bisherigen Agrarverfassung. Deshalb wurden die alten feudalen, aber auch die genossenschaftlichen Agrarstrukturen aufgelöst. Die Bauern wurden dabei persönlich frei, sie erhielten das volle Eigentum am Boden; Dienste und sonstige feudale Verpflichtungen wurden aufgehoben. Die Individualisierung des Bodens führte aber auch zur Auflösung der Allmende, also der gemeinsamen Nutzung von Wald und Weiden der Dörfer. Bereits vor 1806 hatte es in Preußen Vorreformen in Teilbereichen gegeben. Dazu zählte die Befreiung der Bauern auf dem königlichen Domänenbesitz seit dem 18. Jahrhundert, die allerdings auch erst 1807 vollständig abgeschlossen werden konnte.
Gegen vergleichbare Veränderungen hatte sich der grundherrschaftliche Adel bis dahin erfolgreich gesträubt. Auch gegen die nach 1806 eingeleiteten Reformmaßnahmen gab es erhebliche Widerstände aus dieser mächtigsten Schicht des Landes. Den sich formierenden Kräften des Adels musste die Staatsregierung in verschiedenen Punkten entgegenkommen. Dies gilt etwa für die Gesindeordnung von 1810. Diese bedeutete zwar Fortschritte für die Bediensteten im Vergleich mit dem Allgemeinen Landrecht, war aber gemessen an der späteren Gesetzgebung noch konservativ und adelsfreundlich. Der Widerstand des Adels führte auch dazu, dass nicht alle feudalen Rechte beseitigt wurden. Polizei- und Gerichtsrechte wurden zwar staatlich stärker kontrolliert, aber ebenso wenig völlig abgeschafft wie Kirchen- und Schulpatronate, Jagdrechte und Steuervorteile. Auch wurde vom Adel, anders als im Königreich Bayern, kein demütigender Nachweis über ihre adelige Stellung verlangt. Insofern gab es zwar Kompromisse, aber in zentralen Punkten gelang es der adeligen Opposition nicht, die grundlegenden Veränderungen zu blockieren.

#### Oktoberedikt von 1807
Bis 1807 waren die Bauern durch die Erbuntertänigkeit leibeigen. Sie wurden durch Frondienste und Abgaben belastet. Das Oktoberedikt vom 9. Oktober 1807 stand zeitlich am Beginn der Reformpolitik in Preußen. Es hob alle bislang bestehenden Berufsschranken auf, beseitigte die Erbuntertänigkeit der Bauern und gab den Güterverkehr frei. Die Bauern waren seither persönlich frei. Auch ihre Freizügigkeit wurde durch die Abschaffung der Loskaufsgelder und des Gesindezwangsdienstes hergestellt. In dem Edikt hieß es: „Mit dem Martini-Tage Eintausend Achthundert und Zehn hört alle Guts-Unterthänigkeit in Unseren sämtlichen Staaten auf. Nach dem Martini-Tage 1810 gibt es nur freie Leute …“ Damit eng verbunden waren das Recht auf freien Eigentumserwerb und die Freiheit der Berufswahl für alle preußischen Bürger. Damit konnten Bauern in die Stadt abwandern, Bürger konnten Landgüter erwerben, und Adeligen, die zuvor nur standesgemäßen Tätigkeiten nachgehen konnten, war es nun möglich, bürgerliche Berufe zu ergreifen.
Mit der persönlichen Freiheit der Landbevölkerung entfiel auch die bisherige Pflicht, vom Gutsherren einen Ehekonsens zu erwirken. Die Freiheit der Eheschließung führte zu einer Erhöhung der Geburtenziffer und letztlich zum Wachstum besonders der ländlichen Bevölkerung. Die Reform brachte durch die Art ihrer Umsetzung für die Landbevölkerung aber auch gravierende Nachteile. Der freie Güterverkehr beseitigte die bisherigen Einschränkungen des Bauernlegens. Nunmehr konnten die Gutsbesitzer Bauernland, wenn auch staatlich kontrolliert, einziehen. Außerdem entfiel die Pflicht der Gutsherren, für Unterkunft bei Invalidität oder Alter der ehemals gutsuntertänigen Personen aufzukommen. Der gegenüber dem Bürgertum abgeschlossene Stand der adeligen Gutsbesitzer wurde tendenziell zu einer Wirtschaftsklasse von bürgerlichen und adeligen Gutsunternehmern.

#### Regulierungsedikt von 1811

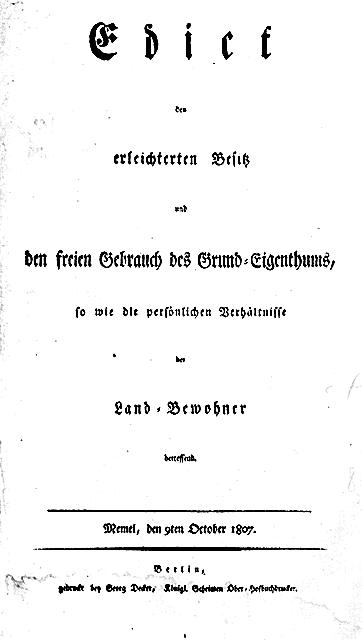
Titelblatt des Oktoberedikts von 1807

Nach der persönlichen Befreiung der Bauern wurde die Herstellung des völligen Eigentums an den bewirtschafteten Flächen und die Abschaffung feudaler Dienstpflichten zum Hauptproblem der Reformer, da dies nach der am Allgemeinen Landrecht orientierten Rechtsauffassung nur in Form von Entschädigungen möglich war. Die Notwendigkeit, die „Revolution von oben“ an die Legalität der Verfahren zu binden, verlangsamte die Reform.
Die Lösung brachte das Regulierungsedikt vom 14. September 1811, das wesentlich von Christian Friedrich Scharnweber formuliert wurde. Dieses machte alle Bauern zu Eigentümern der Höfe, die sie bewirtschafteten. Anstelle einer meist unmöglichen Ablösung in Geld wurden die Bauern verpflichtet, die ehemaligen Gutsherren zu entschädigen und die Höfe abzulösen. Falls sie berechtigt waren, ihren Hof zu vererben (sogenanntes „besseres Besitzrecht“), mussten die Bauern ein Drittel des Bodens an die bisherigen Grundherren abtreten, ohne ein Erbrecht sogar die Hälfte. Auch Ablösungen mit einem Drittel des Grundwerts als Geldzahlungen oder fortlaufende Zahlungen eines Drittels des jährlichen Gesamtertrags waren möglich. Letztlich profitierte nur eine vergleichsweise kleine Gruppe rechtlich ohnehin bessergestellter Bauern vom ersten Regulierungsedikt.
Im zweiten Regulierungsedikt wurde am 29. Mai 1816 die Ablösung im anfänglichen Umfang auf größere Höfe eingeschränkt. Das propagierte Ziel war, das Entstehen von Besitzungen zu verhindern, die nicht genug zum Überleben abwarfen. Die kleineren Höfe (solche ohne Spanndienstpflicht) blieben von der Allodifikation ausgeschlossen. Darüber hinaus sicherte das durch die Ständeversammlung erheblich überarbeitete Edikt die Gutsherrschaften in Preußen über die folgenden Jahrzehnte hinweg ab. Hingegen wurden andere mit der Gutsuntertänigkeit verbundene Lasten wie der Zwangsgesindedienst, Heiratserlaubnisgebühren und Ähnliches ohne Gegenleistung abgeschafft. Anders verhielt es sich mit den Fron- und Naturaldiensten. Deren Wert wurde ermittelt, und die Bauern hatten das Fünfundzwanzigfache in Raten an den Gutsherrn zu zahlen, um auch diese Pflichten abzulösen. Am 7. Juni 1821 folgte dann mit dem Gemeinheitsteilungsgesetz eine Regelung für die Ablösung des grundherrschaftlichen Eigentums, das in den neupreußischen Gebieten verbreitet war. Dieses Gesetz orientierte sich an Vorbildern aus den Rheinbundstaaten oder übernahm sie in neu dazugewonnenen Gebieten direkt.
Gegenüber der Praxis in den Rheinbundstaaten hatte die Entschädigung in Form der Abgabe von Grundbesitz ihre Vorteile, da sie das Verfahren beschleunigte. Allerdings waren damit auch Nachteile für die Bauern verbunden. Allein die 12.000 Rittergüter in Preußen vergrößerten ihren Besitz zusammen um anderthalb Millionen Morgen. Hinzu kam ein Großteil der Allmende, also das bislang von allen nutzbare Land eines Dorfes. Von diesem fiel nur 14 % an die Bauern, der Rest ging auch in den Besitz der Gutsbesitzer über. In der Folge verloren viele Kleinbauern ihre Existenzgrundlage und mussten ihr überschuldetes Land ebenfalls an die Grundherren verkaufen. Diese vergrößerten so weiter ihren Besitz, während die ehemaligen Bauern meist Landarbeiter wurden. Einen gewissen Ausgleich für die Bauern bot die Nutzbarmachung brachliegender Flächen, allerdings bedeutete dies die Abdrängung auf schlechtere Böden. Für die fiskalischen Interessen des Staates, die letztlich hinter der Bauernpolitik standen, waren die Maßnahmen äußerst erfolgreich. Die landwirtschaftlich genutzte Fläche wurde bis 1848 von 7,3 Millionen auf 12,46 Millionen Hektar vergrößert, und die Produktion erhöhte sich um vierzig Prozent.
Große Teile der Bauernschaft wurden von den Reformen überhaupt nicht erfasst. So blieben die grundherrlichen und nicht an Güter gebundenen Bauern zunächst außen vor. Auch für die nicht-spannfähigen Kötter änderte sich der Besitzstatus nicht und sie verloren zudem ihren Zugriff auf die Allmende. Unter den übrigen Bauern konnten nur diejenigen von der Aufteilung der Allmende profitieren, die bereits zu weit zurückliegenden Stichtagen in entsprechende Kataster eingetragen waren. In der Summe führte dies zum Herabsinken zahlreicher Kleinbauern in die Rolle von Landarbeitern. Auch verfügten nur wenige Bauern über das nötige Kapital, um am Ablöseverfahren auf der Basis von Geldzahlungen teilzunehmen. Eine Ausweitung der Reformen auf große Teile der Bauernschaft erfolgte erst mit dem Ablösungs- und Regulierungsgesetz vom 2. März 1850.
Die verwaltungstechnische Umsetzung der Agrarreformen lag im rechtsrheinischen Preußen bei den Generalkommissionen als neu geschaffenen Behörden. Insbesondere deren Vorgehen bei der Allmendeaufteilung löste vielfach den Widerstand der Landbevölkerung aus, insbesondere in Schlesien.

#### Soziale Folgen
In den Gebieten östlich der Elbe hatten die Agrarreformen erhebliche soziale Folgen. Zunächst führte die Erweiterung des Gutslandes dazu, dass sich bis in die zweite Jahrhunderthälfte hinein die Zahl der Rittergutsfamilien stark vergrößerte. Die Zahl der Bauernhöfe blieb in etwa gleich. Neu war jedoch, dass eine breite ländliche Unterschicht entstand. Die Zahl der je nach Region und Rechten unterschiedlich bezeichneten Landarbeiter (Instleute, Gesinde, Tagelöhner) stieg um das Zweieinhalbfache. Die Zahl der Kleinbesitzer, regional Kätner genannt, nahm um das Drei- bis Vierfache zu. Viele waren auf einen handwerklichen oder sonstigen Nebenerwerb angewiesen.
Viele Bauern konnten die Entschädigungssumme nicht aufbringen. In diesem Fall mussten sie entweder den Gutsbesitzern bis zur Hälfte ihres Landes als Entschädigung überlassen, wobei der Rest oft nicht mehr genug Ertrag brachte, oder sie mussten sich stark verschulden. Als schließlich durch eine neue Verordnung auch noch die Allmende (das von allen nutzbare Land eines Dorfes) den Großbauern und Gutsherrn als Entschädigung zugesprochen wurde, verloren viele Kleinbauern endgültig ihre Existenzgrundlage und mussten sich als Landarbeiter auf den großen Gütern verdingen. Obwohl die Reformer mit diesem Edikt hauptsächlich für mehr Freiheit sorgen wollten, vergrößerte sich in der Folgezeit die besitzlose ländliche Unterschicht. Letztlich profitierten außer einem begrenzten bäuerlichen Mittelstand die Großgrundbesitzer und adligen Junker von der Reform, die auf diese Weise ihren Landbesitz mehren konnten. Ernst Rudolf Huber wertete dies als „eine der tragischen Ironien der deutschen Verfassungsgeschichte. Es offenbart sich hier die innere Antinomie des bürgerlichen Liberalismus, der die Freiheit des Individuums und seines Eigentums schuf und zugleich vermöge der Eigengesetzlichkeit der Eigentumsfreiheit die Akkumulation der Eigentumsmacht in die Hand weniger Einzelner auslöste.“

### Gewerbereform und ihre sozialen Folgen
Nicht zuletzt basierend auf den Theorien von Adam Smith strebten die Reformer im agrarischen wie im gewerblichen Bereich eine Freisetzung aller individuellen Kräfte an. Dies erforderte, alle korporativen Einschränkungen, aber auch alle bürokratischen Gängelungen des Wirtschaftslebens in der Tradition des Merkantilismus zu beseitigen. Die Förderung des freien Wettbewerbs bedeutete gleichzeitig den Wegfall aller Begrenzungen der Konkurrenz.
In diesem Sinne wurde 1810 die Gewerbefreiheit eingeführt. Die Aufnahme eines Gewerbes war nur noch abhängig vom Erwerb eines Gewerbescheins. (Allerdings gab es einige Ausnahmen, z. B. für die freien Berufe der Ärzte und Apotheker, aber auch für Gastwirte.) Dies bedeutete außerdem, dass die Zünfte als Inhaber von Monopolen und sonstigen wirtschaftlichen Privilegien ausgedient hatten. Sie wurden zwar nicht aufgelöst, aber die Mitgliedschaft war nunmehr freiwillig. Damit verbunden war das weitgehende Ende der Aufsicht des Staates über die Wirtschaft. An ihre Stelle traten das Recht auf freie Berufswahl und der freie Wettbewerb. Die Gewerbereform beseitigte wirtschaftliche Betätigungsschranken und trug dazu bei, dass sich neue gewerbliche Impulse entfalten konnten. Zwischen Stadt und Land gab es fortan keine rechtlichen Unterschiede in Hinsicht auf gewerbliche Betätigungsmöglichkeiten mehr. Eine Ausnahme war bis in die 1860er Jahre der Bergbau.
Ursprünglich vor allem für die Förderung des Landgewerbes gedacht, wurde die Gewerbefreiheit zu einer der zentralen Voraussetzungen für den wirtschaftlichen Aufstieg Preußens auf industrieller Basis.
Mitinitiator an der Gewerbereform war der Berliner Politiker und Unternehmer Carl Friedrich Wilhelm Knoblauch, welcher Gutachten und Ideen dazu ausarbeitete und diese vom Stein zur Prüfung zusandte.
Ähnlich wie der Adel wehrten sich die Stadtbürger gegen die Reformen, wenn auch mit wenig Erfolg. Die unmittelbaren Folgen waren widersprüchlich: In den Städten war die nichtzünftige Konkurrenz anfangs vergleichsweise gering; allerdings begann sich nach einer Übergangszeit die Zahl der nicht in Zünften organisierten Handwerker deutlich zu vermehren. Auf dem Land dagegen nahm die Bedeutung des Handwerks und des sonstigen Gewerbes erheblich zu. Auf längere Sicht führte die Gewerbefreiheit allerdings auch zu Problemen. Die Zahl der Handwerker nahm stärker zu als das Wachstum der übrigen Bevölkerung. Zunächst stieg die Zahl der Meister, die aber aufgrund der starken Konkurrenz oft nur einen geringen Verdienst teilweise am Rande der Armut hatten. Vor allem Schneider, Schuhmacher, Tischler und Weber gehörten im Vormärz zu den überbesetzten Handwerken. Wie das Wachsen der ländlichen Unterschichten verschärfte auch dieser Prozess die soziale Frage und war eine der sozialen Ursachen für die Revolution von 1848.

### Emanzipationsedikt
Dem Entwurf Hardenbergs nach erhielten die Juden die gleichen bürgerlichen Rechte und Pflichten wie die anderen Staatsbürger; der Erwerb von Grundbesitz wurde ihnen gestattet, der Zugang zu städtischen und Universitätsämtern ermöglicht. Auch die freie Ausübung der jüdischen Religion und des kulturellen Brauchtums wurde nunmehr garantiert. Aufgrund der Korrekturen Friedrich Wilhelms III enthielt das preußische Edikt jedoch Einschränkungen, anders als entsprechende Gesetze im Königreich Westphalen: Die Juden erhielten vorerst keinen Zugang zu Offiziersrängen, Justiz- und Verwaltungsämtern, unterlagen aber der Wehrpflicht. Durch Kabinettsorder Friedrich Wilhelms IV. vom Dezember 1841 wurden Juden dauerhaft vom Staats- und Militärdienst ausgeschlossen.
Unabhängig von den Korrekturen des Königs stieß das Edikt schon bald auf Kritik von Emanzipationsgegnern. Trotz der Einschränkungen bedeutete es einen großen Schritt hin zur Emanzipation in den deutschen Staaten des 19. Jahrhunderts. In dieser Zeit war die rechtliche Lage der Juden hier deutlich besser als in den meisten südlichen und östlichen Nachbarregionen. Dies machte Preußen für jüdische Zuwanderung auf Jahrzehnte hinaus attraktiv.

## Weitere zentrale Reformfelder

### Bildungsreform

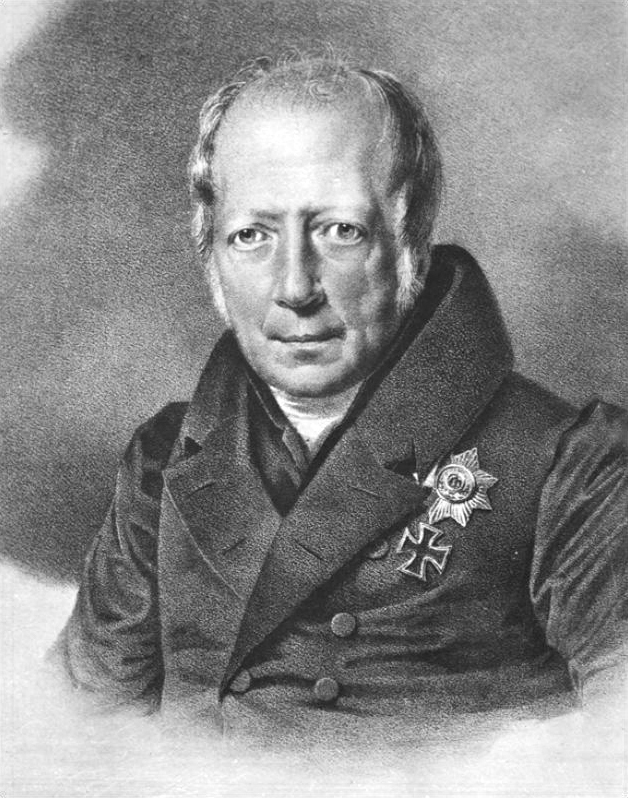
Wilhelm von Humboldt

Den Reformen im Bildungsbereich kam in der Konzeption der Reformer eine Schlüsselstellung zu. Alle Reformen setzten einen neuen Bürgertypus voraus, der in der Lage war, selbstverantwortlich zu handeln. Man war überzeugt, dass die Nation gebildet und erzogen werden müsse, damit die neue Gesellschaft überhaupt funktionieren könne. Im Gegensatz etwa zur Staatsreform, die ja noch ständische Elemente einschloss, richteten sich die Bildungsreformen von Anfang an gegen jegliche Form der Standeserziehung. Hauptsächlich konzipiert wurden die Bildungsreformen von Wilhelm von Humboldt, der 1808 die Leitung der Abteilung Kultus und Unterricht (noch im Innenministerium angesiedelt) übernahm. Ähnlich wie Stein nur etwa ein Jahr in diesem Amt, gelang es ihm doch in dieser Zeit, entscheidende Weichenstellungen vorzunehmen.
Humboldt hing einem neuhumanistischen Bildungsideal an. Im Unterschied zur utilitaristischen Pädagogik der Aufklärung, die zweckdienliches Wissen für das praktische Leben vermitteln wollte, setzte er auf eine allgemeine und zweckfreie Menschenbildung. Die in dieser Hinsicht als besonders lohnend angesehene Beschäftigung mit Antike und alten Sprachen sollte die geistige, moralische, intellektuelle und ästhetische Entfaltung des Menschen fördern. Erst danach sollten die für die verschiedenen Berufe nötigen Spezialkenntnisse erworben werden. Unter dem Aspekt der allgemeinen Menschenbildung war das Interesse des Staates am Nutzwert seiner Bürger folglich zweitrangig, aber keineswegs unberücksichtigt: „Jeder ist offenbar nur dann ein guter Handwerker, Kaufmann, Soldat und Geschäftsmann, wenn er an sich und ohne Hinsicht auf seinen besonderen Beruf ein guter, anständiger, seinem Stande nach aufgeklärter Mensch und Bürger ist. Gibt ihm der Schulunterricht, was hierzu erforderlich ist, so erwirbt er die besondere Fähigkeit seines Berufs nachher sehr leicht und behält immer die Freiheit, wie im Leben so oft geschieht, von einem zum anderen überzugehen.“ Anders als Humboldt, bei dem das Individuum im Mittelpunkt des Bildungsprozesses stand, ging es dem Republikaner Johann Gottlieb Fichte vorrangig um eine Nationalerziehung, um die Erziehung des ganzen Volkes zu Zwecken der nationalen Selbstbehauptung angesichts der seinerzeitigen napoleonischen Fremdherrschaft.
An die Stelle der Vielfalt der alten kirchlichen, privaten, städtischen oder korporativen Einrichtungen trat nunmehr die staatliche Schule, gegliedert in Volksschule, Gymnasium und Universität. Der Staat hatte die Aufsicht über alle Schulen, setzte nun die allgemeine Schulpflicht und einheitliche Lehrpläne streng durch und wachte über das Prüfungswesen. Staatlich anerkannte Leistungskriterien wurden geschaffen als Voraussetzung für den Eintritt in den Staatsdienst: Es sollte auf Bildung und Leistung ankommen, nicht mehr auf Herkunft und Stand.
Die Leistungsfähigkeit der Volksschule wurde durch eine bessere Bezahlung der Lehrer und ihre Ausbildung in Lehrerseminaren verbessert. Für die höhere Schulbildung war fortan das neu konzipierte humanistische Gymnasium zuständig. Der erfolgreiche Abschluss berechtigte zum Universitätsstudium. Daneben entstanden Realschulen, und es hielten sich einige Kadettenanstalten. Trotz des verstärkten staatlichen Einflusses verblieb die Schulinspektion bei den Geistlichen.
Den krönenden Abschluss des Bildungsganges im Humboldtschen Sinne stellte die reformierte Universität dar. Hier galt das Ideal der Freiheit von Forschung und Lehre und eine Vorrangstellung für die Forschung. Die Studenten sollten durch Teilnahme an der Forschung selbständiges Denken und wissenschaftliches Arbeiten lernen. Die Gründung und Ausgestaltung der Universität Berlin diente dafür als Modell. Um der Universität den festen Platz in der Gesellschaft zu garantieren, übernahm der Staat alle anfallenden Kosten und die damit verbundene Verantwortung und gewann somit auch stetig an Einfluss.
In der Praxis führte die auf staatsbürgerliche Emanzipation und Chancengleichheit zielende Bildungsreform nach Humboldts Abschied vom Amt nicht zu den von ihm gewünschten Ergebnissen. Die einseitige Umsetzung und Formalisierung des philologischen Bildungsideals wirkte in Verbindung mit dem Aufkommen restaurativer Tendenzen abschließend gegenüber den unteren Gesellschaftsschichten. Auch die mit beträchtlichen Kosten verbundene lange Dauer des idealtypischen neuhumanistischen Bildungsgangs schlug nachteilig zu Buche. Allerdings hat es in einem begrenzten Umfang nachfolgend durchaus sozialen Aufstieg durch Bildung gegeben.

### Heeresreform

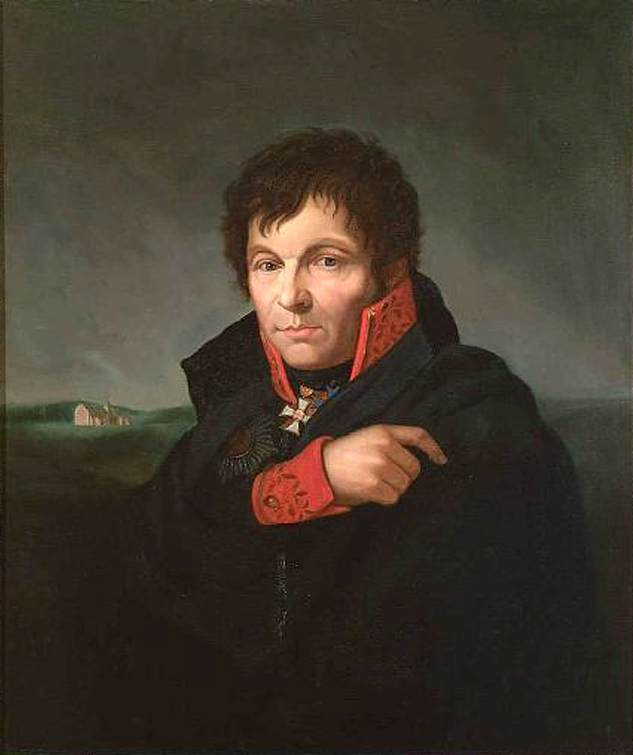
Gerhard von Scharnhorst

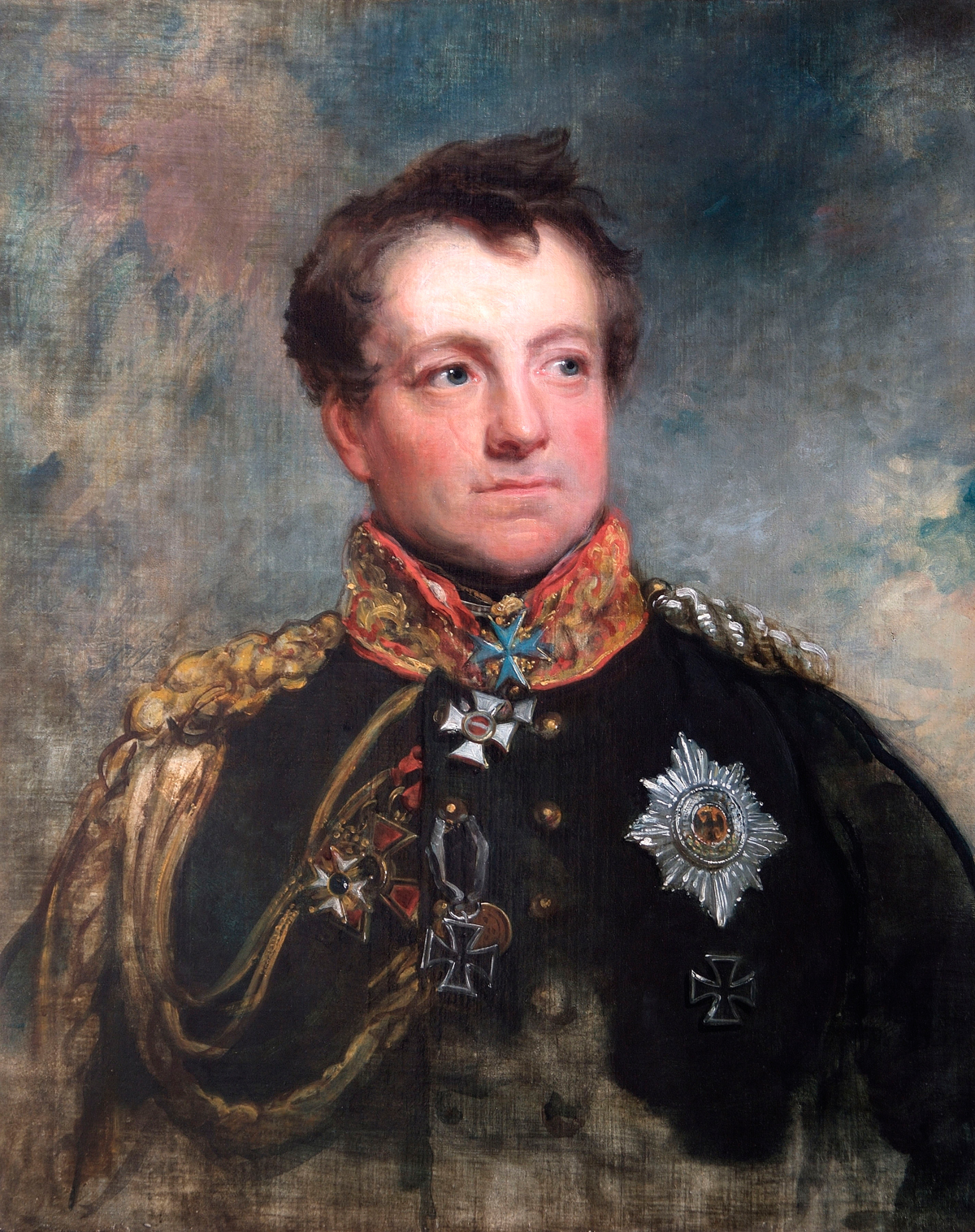
August Neidhardt von Gneisenau

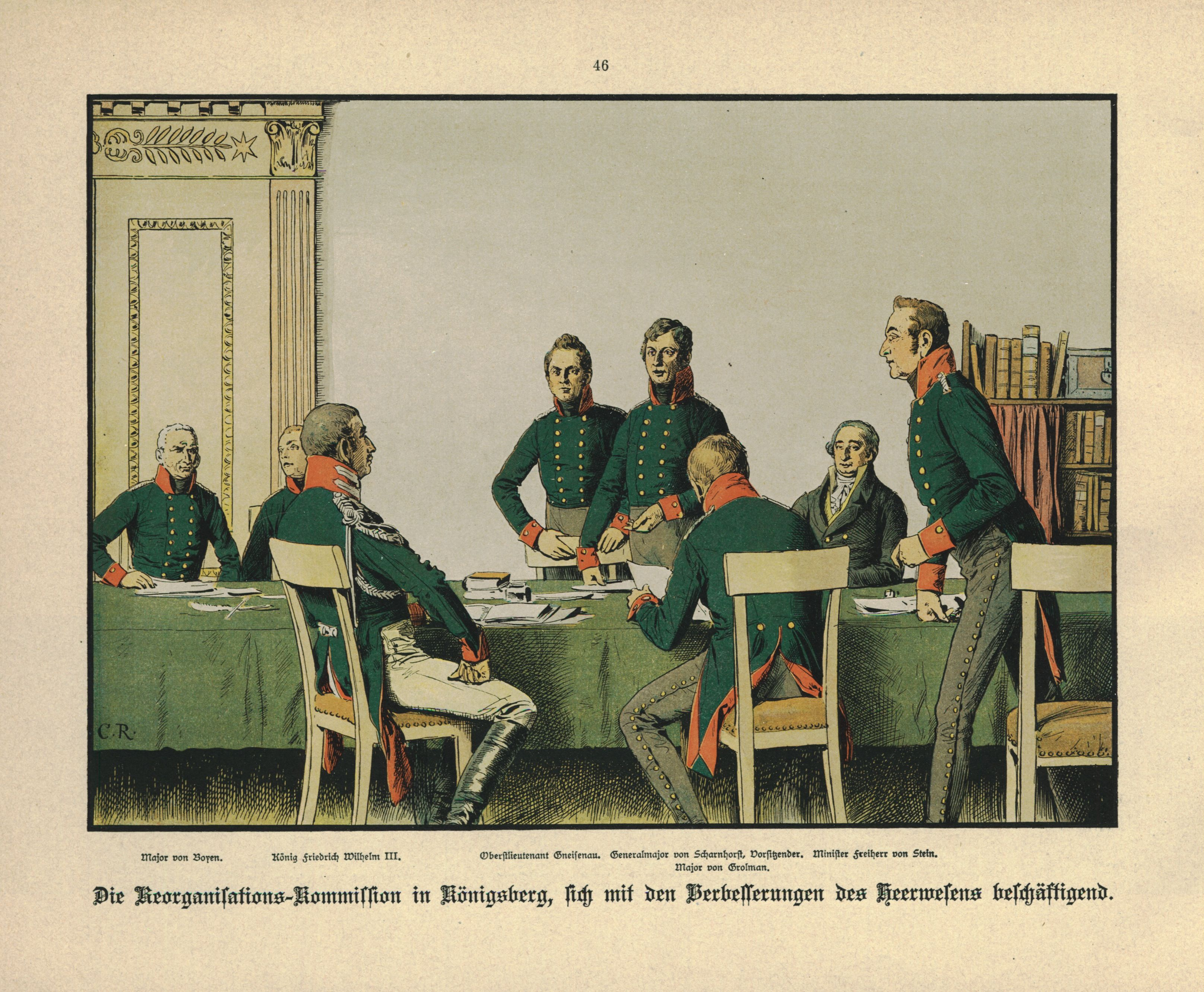
Militär-Reorganisationskommission, Königsberg 1807

Da, anders als in den Rheinbundstaaten, die Reformpolitik von Anfang an auch klar gegen die französische Suprematie gerichtet war, hatten die Militärreformen eine weit größere Bedeutung als in den süddeutschen Reformstaaten. Innerhalb des preußischen Militärs entstand nach der verheerenden Niederlage in der Schlacht bei Jena und Auerstedt am 14. Oktober 1806 eine Gruppe von Offizieren, die auf Veränderungen drängten.
Nach dem Frieden von Tilsit verfolgte die von König Friedrich Wilhelm III. eingesetzte Militär-Reorganisations-Kommission das Ziel, ein neues, starkes Heer aufzustellen, das in Struktur und Charakter den veränderten Anforderungen der damaligen Zeit entsprechen sollte.
Der Militär-Reorganisations-Kommission gehörten an: Generalmajor Gerhard von Scharnhorst (Vorsitzender der Kommission), Oberstleutnant August Neidhardt von Gneisenau, Major Hermann von Boyen, Major Karl von Grolman und Stabskapitän Carl von Clausewitz.
Scharnhorst wurde zudem Chef des Kriegsdepartements (Kriegsministerium) und zum Chef des Generalstabes ernannt. In enger Abstimmung mit den Ministern Karl vom und zum Stein und Karl August von Hardenberg, die die politischen Reformen einleiteten, gelang es Scharnhorst, den widerstrebenden König von der Notwendigkeit der Veränderungen zu überzeugen.
Die Erfahrungen von 1806 hatten gezeigt, dass die altpreußische Heeresorganisation den Franzosen nicht mehr gewachsen war. Sie war gegenüber der französischen Schützentaktik zu unbeweglich, ihre Offiziere behandelten die Soldaten als willenlose Objekte, die bei Vergehen mit harten Strafen bis hin zum Spießrutenlaufen zu rechnen hatten. Dem stand die französische Bürger- und Wehrpflichtarmee gegenüber. Ein Aspekt der Reformen war es, die teilweise bestehenden Schranken zwischen Armee und Gesellschaft zu beseitigen; so hoffte man die Armee auf den Patriotismus der Staatsbürger aufbauen zu können. Daher wurde damit begonnen, die Würde und Stellung der einfachen Soldaten anzuheben, indem die Soldatengesetze dem bürgerlichen Rechtsempfinden angepasst wurden. Das drakonische Strafsystem und insbesondere die Prügelstrafe wurden weitgehend abgeschafft. Das Offizierskorps wurde reformiert. Eine nicht unbeträchtliche Zahl ungeeigneter höherer und niederer Offiziere wurde entlassen. Das Adelsprivileg wurde abgeschafft; damit stand die Offizierslaufbahn auch Bürgerlichen grundsätzlich offen.
Insbesondere dies stieß auf erheblichen Unwillen des Adels, wie etwa bei Ludwig Yorck von Wartenburg. In der Praxis zeigte sich allerdings bald durch eine Art Kooptationsrecht der Offiziere, die in der Regel adelige Fähnriche bevorzugten, dass der bürgerliche Einfluss gering blieb.
Innerhalb des Offizierskorps sollten bei den höheren Rängen nicht mehr das Dienstalter, sondern die Leistung den Aufstieg bestimmen. Die Preußische Kriegsakademie sollte eine bessere Ausbildung der Offiziere gewährleisten. Im engeren militärischen Bereich wurden nach französischem Vorbild Jäger- und Schützeneinheiten gebildet. Wie in der zivilen Verwaltung wurde die Militärorganisation gestrafft. An die Stelle einer Vielzahl von oberen Behörden trat 1809 das Kriegsministerium mit dem Generalstab.
Die zentrale Reform war die Einführung der allgemeinen Wehrpflicht. Damit sollten die Ungerechtigkeiten des bisher geltenden Wehrersatzsystems und die ständischen Unterschiede aufgehoben werden. Zwar wurden Pläne gemacht, die Begrenzung der Truppenstärke auf 42.000 Mann durch den Frieden von Tilsit mit dem Krümpersystem zu umgehen, gleichwohl kam es zunächst nicht zur Umsetzung der Wehrpflicht. Der König zögerte, und aus Adel und Offizierskorps gab es Widerstände. Auch das Bürgertum blieb skeptisch. Erst mit dem Beginn der Befreiungskriege konnten die Reformer 1813 die Wehrpflicht durchsetzen. Endgültig gesichert wurde diese allerdings erst 1814 in einem allgemeinen Wehrgesetz. Neben den Linientruppen wurde nunmehr auch die Landwehr zur Heimatverteidigung und als Reservetruppe aufgestellt. Die Landwehr war organisatorisch selbständig, es gab eigene Einheiten und Offiziere. Ausschüsse in den Kreisen organisierten diese Truppe, in der Bürgerliche zu Offizieren aufsteigen konnten. Hier schien die Idee der Reformer, Volk und Armee zu einen, der Verwirklichung am nächsten.

### Münzreform
Auch die Vereinheitlichung des preußischen Münzsystems gehört zu den preußischen Reformen. Seit der Graumannschen Reform von 1750 waren bereits die Silberkurantmünzen (Taler und Talerteilstücke) für ganz Preußen vereinheitlicht worden. In den Provinzen galten aber weiter unterschiedliche Kleinmünzensysteme. Brandenburg unterteilte den Taler grundsätzlich in 24 Groschen zu je 12 Pfennige, Westfalen den Taler in 36 Mariengroschen, Ost- und Westpreußen den Taler in 30 Düttchen (Dreigroschenmünzen), wobei der Groschen in 3 Schillinge unterteilt wurde, Schlesien teilte den Taler in 90 Kreuzer oder 120 Gröschel, den Gröschel zu je 3 Pfennigen, und in den bis 1807 südpreußischen Kreisen Flatow und Deutsch Krone – und ebenso in der ab 1815 im früheren Südpreußen bestehenden Provinz Posen – wurde der Taler in 180 Kupfergroschen unterteilt. Diese Provinzialkleinmünzensysteme waren im Zuge der wirtschaftlichen Belastungen durch die Napoleonischen Kriege zudem zerrüttet. Der nominale Wert des Talers als einer Kurantmünze entsprach seinem Silberwert; er hatte sich in Brandenburg von 24 Groschen (Scheidemünze, deren nominaler Wert somit höher war als der Wert des enthaltenen Silbers) auf zeitweise mehr als 40 Groschen auf einen Taler verschoben. Die unterschiedlichen Kleinmünzensysteme belasteten den provinzübergreifenden Handel erheblich. Im Jahr 1812 wurden erste Proben neuer Kleinmünzen geprägt, Prägungen für den Zahlungsverkehr erfolgten aber zunächst nicht. Mit Gesetz vom 30. September 1821 wurde nun auch ein für ganz Preußen gültiges Kleinmünzensystem eingeführt, das als Meilenstein der Preußischen Münzgeschichte gilt. Der Taler stand nun in einem festen Verhältnis zu 30 Silbergroschen, der Silbergroschen zu 12 Pfennigen. Dieses neue Kleinmünzensystem wurde in der Folgezeit beispielhaft für andere nord- und mitteldeutsche Staaten, die das preußische System ganz oder teilweise übernahmen. Dies erleichterte die Harmonisierung verschiedener Münzsysteme durch den Dresdner Münzvertrag von 1838, der ein wichtiges Fundament für die Einführung der Reichswährung durch die Reichsmünzgesetze von 1871 und 1873 wurde.

## Die Reformen in der Historiografie

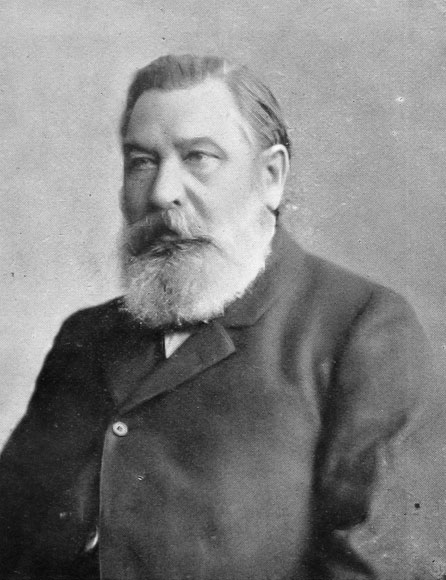
Heinrich von Treitschke hat die positive Beurteilung der preußischen Reformen im 19. Jahrhundert bis ins 20. Jahrhundert hinein stark mitgeprägt

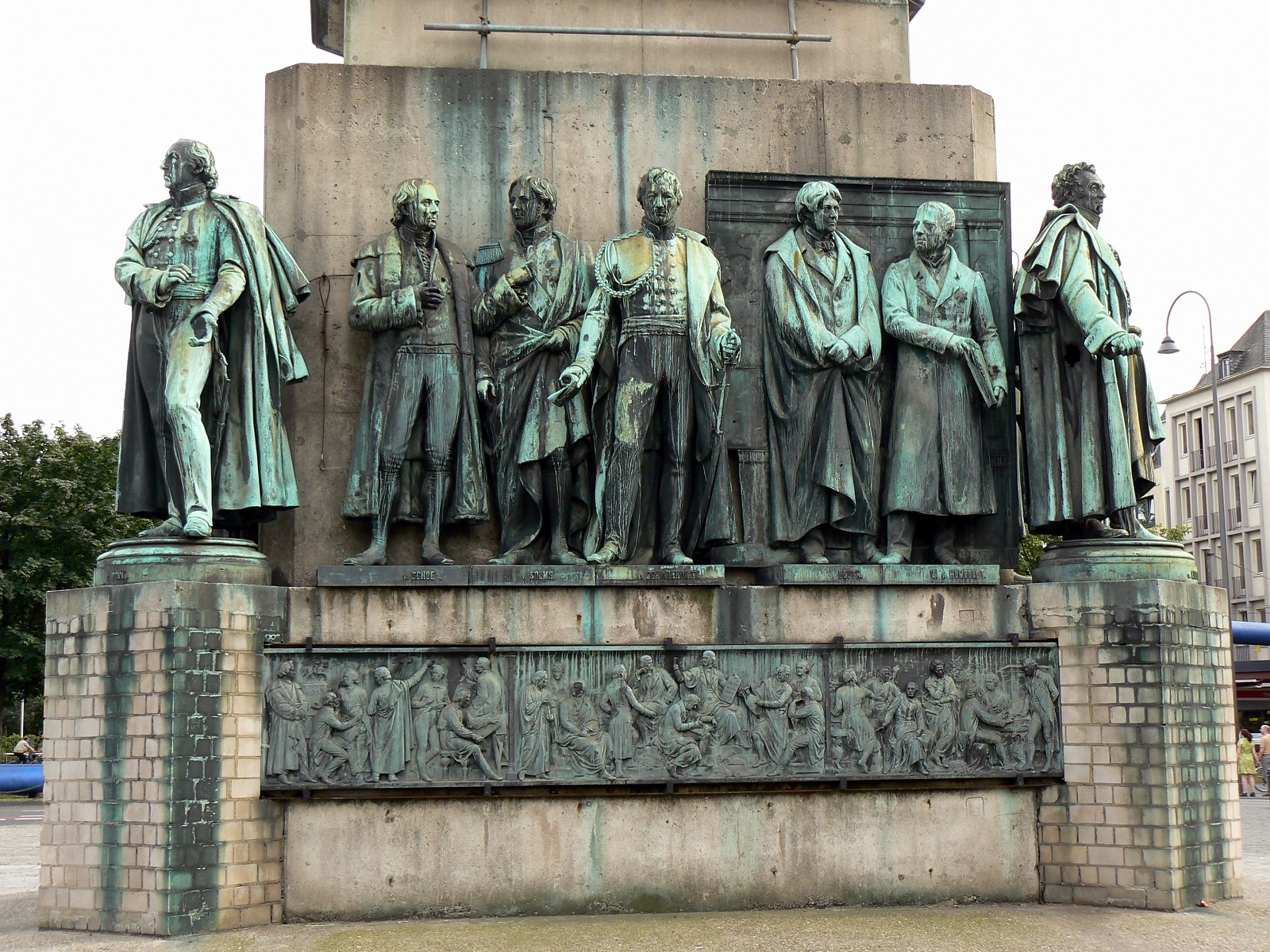
Preußische Reformer am Reiterstandbild Friedrich Wilhelms, Kölner Heumarkt

In der Geschichtsschreibung des späten 19. Jahrhunderts wurden die preußischen Reformen und die „Revolution von oben“ etwa von Heinrich von Treitschke zur direkten Vorgeschichte der kleindeutschen Nationalstaatsgründung erklärt. Wegweisend für die spätere Entwicklung waren die Reformen auch aus der Sicht Friedrich Meineckes. Lange Zeit wurde die Ära der Reformen, angelehnt an Leopold von Ranke, vor allem im Sinne der Taten und Schicksale „großer Männer“ geschrieben. Davon zeugen zahlreiche biografische Arbeiten zu den Protagonisten der Reform.
So schrieben z. B. Hans Delbrück über Gneisenau, Meinecke über Boyen. Galt das Augenmerk anfangs vor allem den militärischen Reformen, so begann mit der Biografie von Max Lehmann die Erforschung von Person und Wirken Steins. Hardenberg hat dagegen vergleichsweise wenig Aufmerksamkeit unter Historikern erregt. Trotz der deutlichen Unterschiede zwischen den Hauptakteuren sieht die Geschichtsforschung weit überwiegend eine grundsätzliche Kontinuität der Ansätze und hält an einer Einheit der Stein-Hardenbergschen Reformen fest.
Von einigen Autoren, so von Otto Hintze, wurde auf die bereits vor 1806 anzutreffenden Reformansätze wie das Allgemeine Landrecht und andere Maßnahmen hingewiesen. Eine derartige Kontinuitätslinie würde die These der Reformer von den organischen Reformen im Rahmen der bestehenden Ordnung bestätigen. Thomas Nipperdey resümierte die Debatte in dem Sinne, dass es vor dem Zusammenbruch von 1806 zwar Reformansätze gegeben habe, dass es aber an Energie zu ihrer Umsetzung wie an einem inneren Zusammenhalt der Vorhaben gefehlt habe. In Bezug auf die Agrarreformen lösten die Arbeiten von Georg Friedrich Knapp seit dem Ende des 19. Jahrhunderts eine wissenschaftliche Kontroverse aus. Bei Knapp überwog die Kritik an der Reformpolitik, die letztlich den adeligen und nicht den bäuerlichen Interessen entsprochen habe. Auch der wirtschaftsliberale Einfluss eines Adam Smith wurde für Problementwicklungen mitverantwortlich gemacht. Die Forschung des letzten Jahrhunderts aber hat gezeigt, dass pauschale Kritik nicht aufrechtzuerhalten ist. Immerhin nahmen die Bauernstellen zu, wenngleich die hinzugewonnenen meist auf schlechteren, neu erschlossenen Böden lagen.
Ähnlich differenziert wird heute auch der Erfolg der Gewerbereformen beurteilt. Sie waren nicht unmittelbar Ursache für Not und Elend der Handwerker, da die Gesetzgebung letztlich einen nur geringen Einfluss auf die Entwicklung hatte. Barbara Vogel hat versucht, eine Gesamtkonzeption agrarischer und gewerblicher Reformansätze zu erfassen und als eine „bürokratische Modernisierungsstrategie“ zu beschreiben. Mit Blick auf die industrielle Entwicklung zeichnet sich die Einschätzung ab, dass die Reformpolitik zwar primär auf die Förderung des ländlichen Gewerbes in Altpreußen ausgerichtet war, letztlich aber doch den Durchbruch der industriellen Revolution erleichtert hat.
Den Versuch einer Gesamtinterpretation der Reformpolitik mit der Perspektive auf die Revolution von 1848 machte Reinhart Koselleck mit seinem Buch „Preußen zwischen Reform und Revolution“. Er unterschied dabei drei Teilprozesse. Das allgemeine Landrecht stellte demnach zwar u. a. bereits eine Reaktion auf die sozialen Probleme dar, hielt aber noch an ständischen Elementen fest. Als eine verfassungspolitische Vorleistung betrachtete Koselleck die Entstehung eines Verwaltungsstaats während der Reformzeit und den Behördenausbau zwischen 1815 und 1825. In den folgenden Jahrzehnten entzog sich dann aber die soziale und politische Bewegung den bürokratischen Kontrollen. Nach dem Ende der Reformzeit, so die These, zerbrach die Übereinstimmung zwischen der höheren Beamtenschaft und dem nicht beamteten Bildungsbürgertum. Zumindest während der Reformzeit, meint Koselleck, habe die Bürokratie gewissermaßen gegen die Einzelinteressen das übergeordnete Allgemeininteresse vertreten. Die Nichteinführung einer Nationalrepräsentation war demzufolge von der Befürchtung bestimmt, dass die Reformpolitik von den versammelten Partikularinteressen gestoppt werde.
Schon seit längerem, so zunächst von Hans Rosenberg und später von Vertretern der Historischen Sozialwissenschaft, wurde das Ende der Verfassungsentwicklung in Preußen teilweise als eine Ursache für das Scheitern der Demokratisierung in Preußen und letztlich für den sogenannten deutschen Sonderweg mitverantwortlich gemacht. Hans-Jürgen Puhle hielt die preußische Ordnung gar für „langfristig auf Untergang programmiert“. Andere wie Thomas Nipperdey eher historistisch orientierte Forscher verwiesen auf die häufige Diskrepanz zwischen den Intentionen der Handelnden und den unbeabsichtigten Folgen, die sich daraus ergeben.
In den letzten Jahrzehnten verloren die preußischen Reformen der Zeit zwischen 1807 und 1815 etwas von ihrer zentralen Position in der Geschichtsdeutung des 19. Jahrhunderts. Dazu trug bei, dass die Reformen der süddeutschen Rheinbundstaaten von vielen Historikern unterdessen als ebenbürtig angesehen werden. In diesen Zusammenhang gehört auch, dass die in Bezug auf die gewerbliche und gesellschaftliche Entwicklung dynamischen Regionen Preußens bis zum Ende der napoleonischen Herrschaft entweder direkt oder indirekt zum französischen Machtbereich gehört hatten.